# Liste des planètes mineures (31001-32000)
Voici la liste des planètes mineures numérotées de 31001 à 32000. Les planètes mineures sont numérotées lorsque leur orbite est confirmée, ce qui peut parfois se produire longtemps après leur découverte. Elles sont classées ici par leur numéro et donc approximativement par leur date de découverte.

## 31001-31100
| Nom                      | Désignation provisoire | Date de la découverte | Découvreur                           |
| ------------------------ | ---------------------- | --------------------- | ------------------------------------ |
| (31001) 1995 VG14        | 1995 VG14              | 15 novembre 1995      | Spacewatch                           |
| (31002) 1995 VR15        | 1995 VR15              | 15 novembre 1995      | Spacewatch                           |
| (31003) 1995 WQ2         | 1995 WQ2               | 16 novembre 1995      | S. Ueda, H. Kaneda                   |
| (31004) 1995 WW28        | 1995 WW28              | 19 novembre 1995      | Spacewatch                           |
| (31005) 1995 WC31        | 1995 WC31              | 19 novembre 1995      | Spacewatch                           |
| (31006) 1995 XC          | 1995 XC                | 3 décembre 1995       | D. di Cicco                          |
| (31007) 1996 AE14        | 1996 AE14              | 15 janvier 1996       | Spacewatch                           |
| (31008) 1996 BN2         | 1996 BN2               | 26 janvier 1996       | T. Kobayashi                         |
| (31009) 1996 CP          | 1996 CP                | 1er février 1996      | Beijing Schmidt CCD Asteroid Program |
| (31010) 1996 CJ1         | 1996 CJ1               | 11 février 1996       | T. Kobayashi                         |
| (31011) 1996 CG7         | 1996 CG7               | 2 février 1996        | Beijing Schmidt CCD Asteroid Program |
| (31012) Jiangshiyang     | 1996 CG8               | 10 février 1996       | Beijing Schmidt CCD Asteroid Program |
| (31013) 1996 DR          | 1996 DR                | 19 février 1996       | T. Kobayashi                         |
| (31014) 1996 DW          | 1996 DW                | 21 février 1996       | T. Kobayashi                         |
| (31015) Boccardi         | 1996 DS1               | 16 février 1996       | Osservatorio San Vittore             |
| (31016) 1996 DY1         | 1996 DY1               | 23 février 1996       | T. Kobayashi                         |
| (31017) 1996 EH2         | 1996 EH2               | 15 mars 1996          | R. H. McNaught                       |
| (31018) 1996 ET2         | 1996 ET2               | 15 mars 1996          | NEAT                                 |
| (31019) 1996 EH10        | 1996 EH10              | 12 mars 1996          | Spacewatch                           |
| (31020) Skarupa          | 1996 FP1               | 17 mars 1996          | AMOS                                 |
| (31021) 1996 FW1         | 1996 FW1               | 17 mars 1996          | NEAT                                 |
| (31022) 1996 FJ9         | 1996 FJ9               | 20 mars 1996          | Spacewatch                           |
| (31023) 1996 FT10        | 1996 FT10              | 20 mars 1996          | Spacewatch                           |
| (31024) 1996 FT11        | 1996 FT11              | 22 mars 1996          | Spacewatch                           |
| (31025) 1996 GR          | 1996 GR                | 12 avril 1996         | T. Kobayashi                         |
| (31026) 1996 GB7         | 1996 GB7               | 12 avril 1996         | Spacewatch                           |
| (31027) 1996 HQ          | 1996 HQ                | 18 avril 1996         | L. Šarounová                         |
| (31028) Cerulli          | 1996 HH1               | 18 avril 1996         | Osservatorio San Vittore             |
| (31029) 1996 HC16        | 1996 HC16              | 18 avril 1996         | E. W. Elst                           |
| (31030) 1996 HN19        | 1996 HN19              | 18 avril 1996         | E. W. Elst                           |
| (31031) Altiplano        | 1996 HV20              | 18 avril 1996         | E. W. Elst                           |
| (31032) Scheidemann      | 1996 HS22              | 20 avril 1996         | E. W. Elst                           |
| (31033) 1996 HY23        | 1996 HY23              | 20 avril 1996         | E. W. Elst                           |
| (31034) 1996 HC24        | 1996 HC24              | 20 avril 1996         | E. W. Elst                           |
| (31035) 1996 HJ24        | 1996 HJ24              | 20 avril 1996         | E. W. Elst                           |
| (31036) 1996 HM25        | 1996 HM25              | 20 avril 1996         | E. W. Elst                           |
| (31037) Mydon            | 1996 HZ25              | 20 avril 1996         | E. W. Elst                           |
| (31038) 1996 HG26        | 1996 HG26              | 20 avril 1996         | E. W. Elst                           |
| (31039) 1996 JN          | 1996 JN                | 12 mai 1996           | Y. Ikari                             |
| (31040) 1996 JW8         | 1996 JW8               | 12 mai 1996           | Spacewatch                           |
| (31041) 1996 KD          | 1996 KD                | 16 mai 1996           | Observatoire de Višnjan              |
| (31042) 1996 KS4         | 1996 KS4               | 22 mai 1996           | E. W. Elst                           |
| (31043) Sturm            | 1996 LT                | 11 juin 1996          | P. G. Comba                          |
| (31044) 1996 NY          | 1996 NY                | 11 juillet 1996       | R. H. McNaught                       |
| (31045) 1996 NP4         | 1996 NP4               | 14 juillet 1996       | E. W. Elst                           |
| (31046) 1996 NU4         | 1996 NU4               | 14 juillet 1996       | E. W. Elst                           |
| (31047) 1996 PW8         | 1996 PW8               | 8 août 1996           | E. W. Elst                           |
| (31048) 1996 PO9         | 1996 PO9               | 11 août 1996          | T. Handley                           |
| (31049) 1996 QZ          | 1996 QZ                | 20 août 1996          | Kleť                                 |
| (31050) 1996 RA2         | 1996 RA2               | 12 septembre 1996     | NEAT                                 |
| (31051) 1996 RT3         | 1996 RT3               | 13 septembre 1996     | NEAT                                 |
| (31052) 1996 RC5         | 1996 RC5               | 10 septembre 1996     | NEAT                                 |
| (31053) 1996 RD5         | 1996 RD5               | 11 septembre 1996     | NEAT                                 |
| (31054) 1996 RT5         | 1996 RT5               | 13 septembre 1996     | R. Linderholm                        |
| (31055) 1996 RZ19        | 1996 RZ19              | 8 septembre 1996      | Spacewatch                           |
| (31056) 1996 RK25        | 1996 RK25              | 12 septembre 1996     | Spacewatch                           |
| (31057) 1996 SK4         | 1996 SK4               | 21 septembre 1996     | Beijing Schmidt CCD Asteroid Program |
| (31058) 1996 TA5         | 1996 TA5               | 8 octobre 1996        | D. di Cicco                          |
| (31059) 1996 TQ5         | 1996 TQ5               | 1er octobre 1996      | R. G. Davis                          |
| (31060) 1996 TB6         | 1996 TB6               | 3 octobre 1996        | Beijing Schmidt CCD Asteroid Program |
| (31061) Tamao            | 1996 TK7               | 10 octobre 1996       | A. Nakamura                          |
| (31062) 1996 TP10        | 1996 TP10              | 9 octobre 1996        | S. Ueda, H. Kaneda                   |
| (31063) 1996 TK11        | 1996 TK11              | 11 octobre 1996       | K. Endate                            |
| (31064) 1996 TP11        | 1996 TP11              | 11 octobre 1996       | NEAT                                 |
| (31065) Beishizhang      | 1996 TZ13              | 10 octobre 1996       | Beijing Schmidt CCD Asteroid Program |
| (31066) 1996 TR25        | 1996 TR25              | 6 octobre 1996        | Spacewatch                           |
| (31067) 1996 TF50        | 1996 TF50              | 4 octobre 1996        | E. W. Elst                           |
| (31068) 1996 TT54        | 1996 TT54              | 9 octobre 1996        | Beijing Schmidt CCD Asteroid Program |
| (31069) 1996 UM1         | 1996 UM1               | 18 octobre 1996       | NEAT                                 |
| (31070) 1996 VX9         | 1996 VX9               | 3 novembre 1996       | Spacewatch                           |
| (31071) 1996 VL18        | 1996 VL18              | 6 novembre 1996       | Spacewatch                           |
| (31072) 1996 VZ22        | 1996 VZ22              | 9 novembre 1996       | Spacewatch                           |
| (31073) 1996 VV29        | 1996 VV29              | 7 novembre 1996       | S. Ueda, H. Kaneda                   |
| (31074) 1996 WY1         | 1996 WY1               | 24 novembre 1996      | Beijing Schmidt CCD Asteroid Program |
| (31075) 1996 XV          | 1996 XV                | 1er décembre 1996     | N. Sato                              |
| (31076) 1996 XH1         | 1996 XH1               | 2 décembre 1996       | T. Kobayashi                         |
| (31077) 1996 XZ2         | 1996 XZ2               | 3 décembre 1996       | T. Kobayashi                         |
| (31078) 1996 XJ5         | 1996 XJ5               | 6 décembre 1996       | T. Kobayashi                         |
| (31079) 1996 XS5         | 1996 XS5               | 7 décembre 1996       | T. Kobayashi                         |
| (31080) 1996 XA6         | 1996 XA6               | 7 décembre 1996       | T. Kobayashi                         |
| (31081) 1996 XO13        | 1996 XO13              | 9 décembre 1996       | D. di Cicco                          |
| (31082) 1996 XM19        | 1996 XM19              | 8 décembre 1996       | T. Kobayashi                         |
| (31083) 1996 XE32        | 1996 XE32              | 14 décembre 1996      | N. Sato                              |
| (31084) 1996 YX2         | 1996 YX2               | 29 décembre 1996      | N. Sato                              |
| (31085) 1997 AV12        | 1997 AV12              | 10 janvier 1997       | T. Kobayashi                         |
| (31086) Gehringer        | 1997 AT17              | 12 janvier 1997       | R. A. Tucker                         |
| (31087) Oirase           | 1997 AA22              | 9 janvier 1997        | N. Sato                              |
| (31088) 1997 BV          | 1997 BV                | 18 janvier 1997       | Beijing Schmidt CCD Asteroid Program |
| (31089) 1997 BW1         | 1997 BW1               | 29 janvier 1997       | T. Kobayashi                         |
| (31090) 1997 BJ5         | 1997 BJ5               | 31 janvier 1997       | Spacewatch                           |
| (31091) Bettiventicinque | 1997 BE9               | 30 janvier 1997       | U. Munari, M. Tombelli               |
| (31092) Carolowilhelmina | 1997 CW5               | 6 février 1997        | Kleť                                 |
| (31093) 1997 CE28        | 1997 CE28              | 6 février 1997        | Beijing Schmidt CCD Asteroid Program |
| (31094) 1997 CN28        | 1997 CN28              | 14 février 1997       | Beijing Schmidt CCD Asteroid Program |
| (31095) Buneiou          | 1997 DH                | 27 février 1997       | N. Sato                              |
| (31096) 1997 GH14        | 1997 GH14              | 3 avril 1997          | LINEAR                               |
| (31097) Nucciomula       | 1997 JM11              | 3 mai 1997            | E. W. Elst                           |
| (31098) Frankhill        | 1997 LQ2               | 9 juin 1997           | R. A. Tucker                         |
| (31099) 1997 MF4         | 1997 MF4               | 28 juin 1997          | LINEAR                               |
| (31100) 1997 ML4         | 1997 ML4               | 28 juin 1997          | LINEAR                               |

## 31101-31200
| Nom                   | Désignation provisoire | Date de la découverte | Découvreur                           |
| --------------------- | ---------------------- | --------------------- | ------------------------------------ |
| (31101) 1997 NM1      | 1997 NM1               | 2 juillet 1997        | Spacewatch                           |
| (31102) 1997 NP2      | 1997 NP2               | 4 juillet 1997        | R. Pacheco, À. López                 |
| (31103) 1997 OE2      | 1997 OE2               | 29 juillet 1997       | À. López, R. Pacheco                 |
| (31104) Annanetrebko  | 1997 OK2               | 30 juillet 1997       | ODAS                                 |
| (31105) Oguniyamagata | 1997 OW2               | 27 juillet 1997       | T. Okuni                             |
| (31106) 1997 PU2      | 1997 PU2               | 12 août 1997          | Kleť                                 |
| (31107) 1997 PS3      | 1997 PS3               | 5 août 1997           | Beijing Schmidt CCD Asteroid Program |
| (31108) 1997 PW3      | 1997 PW3               | 10 août 1997          | Beijing Schmidt CCD Asteroid Program |
| (31109) Janpalouš     | 1997 PL4               | 14 août 1997          | Kleť                                 |
| (31110) Clapas        | 1997 PN4               | 13 août 1997          | Pises                                |
| (31111) 1997 PN5      | 1997 PN5               | 11 août 1997          | Y. Shimizu, T. Urata                 |
| (31112) 1997 PQ5      | 1997 PQ5               | 9 août 1997           | K. A. Williams                       |
| (31113) Stull         | 1997 QC                | 19 août 1997          | D. R. De Graff, J. S. Weaver         |
| (31114) 1997 QB1      | 1997 QB1               | 28 août 1997          | Z. Moravec                           |
| (31115) 1997 QF4      | 1997 QF4               | 28 août 1997          | Beijing Schmidt CCD Asteroid Program |
| (31116) 1997 QM4      | 1997 QM4               | 29 août 1997          | À. López, R. Pacheco                 |
| (31117) 1997 QF5      | 1997 QF5               | 25 août 1997          | J. Broughton                         |
| (31118) 1997 RN1      | 1997 RN1               | 1er septembre 1997    | Beijing Schmidt CCD Asteroid Program |
| (31119) 1997 RP1      | 1997 RP1               | 3 septembre 1997      | T. Kagawa, T. Urata                  |
| (31120) 1997 RT8      | 1997 RT8               | 12 septembre 1997     | Beijing Schmidt CCD Asteroid Program |
| (31121) 1997 RD10     | 1997 RD10              | 13 septembre 1997     | Beijing Schmidt CCD Asteroid Program |
| (31122) Brooktaylor   | 1997 SD                | 21 septembre 1997     | P. G. Comba                          |
| (31123) 1997 SU       | 1997 SU                | 16 septembre 1997     | Beijing Schmidt CCD Asteroid Program |
| (31124) Slavíček      | 1997 SJ1               | 22 septembre 1997     | Kleť                                 |
| (31125) 1997 SL1      | 1997 SL1               | 22 septembre 1997     | G. R. Viscome                        |
| (31126) 1997 SG2      | 1997 SG2               | 19 septembre 1997     | A. Sugie                             |
| (31127) 1997 SL4      | 1997 SL4               | 27 septembre 1997     | T. Kobayashi                         |
| (31128) 1997 SL9      | 1997 SL9               | 27 septembre 1997     | Spacewatch                           |
| (31129) Langyatai     | 1997 SR10              | 26 septembre 1997     | Beijing Schmidt CCD Asteroid Program |
| (31130) 1997 SS10     | 1997 SS10              | 26 septembre 1997     | Beijing Schmidt CCD Asteroid Program |
| (31131) 1997 SV10     | 1997 SV10              | 28 septembre 1997     | Beijing Schmidt CCD Asteroid Program |
| (31132) 1997 SD13     | 1997 SD13              | 28 septembre 1997     | Spacewatch                           |
| (31133) 1997 SZ15     | 1997 SZ15              | 27 septembre 1997     | ODAS                                 |
| (31134) Zurria        | 1997 SF18              | 27 septembre 1997     | Osservatorio San Vittore             |
| (31135) 1997 SN24     | 1997 SN24              | 30 septembre 1997     | Spacewatch                           |
| (31136) 1997 SN31     | 1997 SN31              | 28 septembre 1997     | Spacewatch                           |
| (31137) 1997 SQ32     | 1997 SQ32              | 30 septembre 1997     | Beijing Schmidt CCD Asteroid Program |
| (31138) 1997 SJ33     | 1997 SJ33              | 29 septembre 1997     | Beijing Schmidt CCD Asteroid Program |
| (31139) Garnavich     | 1997 SJ34              | 25 septembre 1997     | Ondřejov                             |
| (31140) 1997 TC9      | 1997 TC9               | 2 octobre 1997        | Spacewatch                           |
| (31141) 1997 TN18     | 1997 TN18              | 3 octobre 1997        | Beijing Schmidt CCD Asteroid Program |
| (31142) 1997 TT22     | 1997 TT22              | 5 octobre 1997        | Spacewatch                           |
| (31143) 1997 TN24     | 1997 TN24              | 8 octobre 1997        | Beijing Schmidt CCD Asteroid Program |
| (31144) 1997 TM26     | 1997 TM26              | 7 octobre 1997        | S. P. Laurie                         |
| (31145) 1997 UK       | 1997 UK                | 19 octobre 1997       | Kleť                                 |
| (31146) 1997 UV3      | 1997 UV3               | 26 octobre 1997       | T. Kobayashi                         |
| (31147) Miriquidi     | 1997 UA4               | 22 octobre 1997       | J. Kandler                           |
| (31148) 1997 UO8      | 1997 UO8               | 23 octobre 1997       | S. Ueda, H. Kaneda                   |
| (31149) 1997 UE13     | 1997 UE13              | 23 octobre 1997       | Spacewatch                           |
| (31150) 1997 UT20     | 1997 UT20              | 23 octobre 1997       | Beijing Schmidt CCD Asteroid Program |
| (31151) Sajichugaku   | 1997 UM21              | 29 octobre 1997       | Saji                                 |
| (31152) Daishinsai    | 1997 UV21              | 29 octobre 1997       | T. Okuni                             |
| (31153) Enricaparri   | 1997 UP22              | 26 octobre 1997       | G. Forti, M. Tombelli                |
| (31154) 1997 VJ       | 1997 VJ                | 1er novembre 1997     | T. Kobayashi                         |
| (31155) 1997 VG2      | 1997 VG2               | 1er novembre 1997     | T. Kobayashi                         |
| (31156) 1997 WO       | 1997 WO                | 18 novembre 1997      | T. Kobayashi                         |
| (31157) 1997 WK1      | 1997 WK1               | 19 novembre 1997      | Beijing Schmidt CCD Asteroid Program |
| (31158) 1997 WE3      | 1997 WE3               | 23 novembre 1997      | T. Kobayashi                         |
| (31159) 1997 WB6      | 1997 WB6               | 23 novembre 1997      | Spacewatch                           |
| (31160) 1997 WQ9      | 1997 WQ9               | 21 novembre 1997      | Spacewatch                           |
| (31161) 1997 WR11     | 1997 WR11              | 22 novembre 1997      | Spacewatch                           |
| (31162) 1997 WB13     | 1997 WB13              | 23 novembre 1997      | Spacewatch                           |
| (31163) 1997 WR18     | 1997 WR18              | 23 novembre 1997      | Spacewatch                           |
| (31164) 1997 WM35     | 1997 WM35              | 29 novembre 1997      | LINEAR                               |
| (31165) 1997 WN43     | 1997 WN43              | 29 novembre 1997      | LINEAR                               |
| (31166) 1997 WX45     | 1997 WX45              | 26 novembre 1997      | LINEAR                               |
| (31167) 1997 WL46     | 1997 WL46              | 26 novembre 1997      | LINEAR                               |
| (31168) 1997 WM49     | 1997 WM49              | 29 novembre 1997      | LINEAR                               |
| (31169) 1997 WV53     | 1997 WV53              | 29 novembre 1997      | LINEAR                               |
| (31170) 1997 WO58     | 1997 WO58              | 26 novembre 1997      | Uppsala-DLR Trojan Survey            |
| (31171) 1997 XB       | 1997 XB                | 2 décembre 1997       | T. Kobayashi                         |
| (31172) 1997 XQ       | 1997 XQ                | 3 décembre 1997       | T. Kobayashi                         |
| (31173) 1997 XF1      | 1997 XF1               | 4 décembre 1997       | LINEAR                               |
| (31174) Rozelot       | 1997 XW4               | 6 décembre 1997       | ODAS                                 |
| (31175) Erikafuchs    | 1997 XV7               | 7 décembre 1997       | ODAS                                 |
| (31176) 1997 XL9      | 1997 XL9               | 2 décembre 1997       | Y. Shimizu, T. Urata                 |
| (31177) 1997 XH11     | 1997 XH11              | 13 décembre 1997      | Beijing Schmidt CCD Asteroid Program |
| (31178) 1997 XK13     | 1997 XK13              | 4 décembre 1997       | Spacewatch                           |
| (31179) Gongju        | 1997 YR2               | 21 décembre 1997      | N. Sato                              |
| (31180) 1997 YX3      | 1997 YX3               | 22 décembre 1997      | Beijing Schmidt CCD Asteroid Program |
| (31181) 1997 YY3      | 1997 YY3               | 22 décembre 1997      | Beijing Schmidt CCD Asteroid Program |
| (31182) 1997 YZ3      | 1997 YZ3               | 22 décembre 1997      | Beijing Schmidt CCD Asteroid Program |
| (31183) 1997 YT4      | 1997 YT4               | 25 décembre 1997      | NEAT                                 |
| (31184) 1997 YZ4      | 1997 YZ4               | 26 décembre 1997      | D. di Cicco                          |
| (31185) 1997 YK5      | 1997 YK5               | 25 décembre 1997      | T. Kobayashi                         |
| (31186) 1997 YQ5      | 1997 YQ5               | 25 décembre 1997      | T. Kobayashi                         |
| (31187) 1997 YK7      | 1997 YK7               | 27 décembre 1997      | T. Kobayashi                         |
| (31188) 1997 YM7      | 1997 YM7               | 27 décembre 1997      | T. Kobayashi                         |
| (31189) Tricomi       | 1997 YZ7               | 27 décembre 1997      | P. G. Comba                          |
| (31190) Toussaint     | 1997 YB12              | 27 décembre 1997      | R. A. Tucker                         |
| (31191) 1997 YD15     | 1997 YD15              | 28 décembre 1997      | Spacewatch                           |
| (31192) Aigoual       | 1997 YH16              | 29 décembre 1997      | Pises                                |
| (31193) 1997 YP16     | 1997 YP16              | 31 décembre 1997      | Y. Shimizu, T. Urata                 |
| (31194) 1997 YQ16     | 1997 YQ16              | 24 décembre 1997      | Beijing Schmidt CCD Asteroid Program |
| (31195) 1997 YG18     | 1997 YG18              | 29 décembre 1997      | Beijing Schmidt CCD Asteroid Program |
| (31196) Yulong        | 1997 YL18              | 24 décembre 1997      | Beijing Schmidt CCD Asteroid Program |
| (31197) 1997 YS19     | 1997 YS19              | 31 décembre 1997      | LINEAR                               |
| (31198) 1998 AB1      | 1998 AB1               | 5 janvier 1998        | T. Kobayashi                         |
| (31199) 1998 AK3      | 1998 AK3               | 5 janvier 1998        | N. Sato                              |
| (31200) 1998 AL4      | 1998 AL4               | 6 janvier 1998        | Spacewatch                           |

## 31201-31300
| Nom                      | Désignation provisoire | Date de la découverte | Découvreur                           |
| ------------------------ | ---------------------- | --------------------- | ------------------------------------ |
| (31201) Michellegrand    | 1998 AT5               | 8 janvier 1998        | ODAS                                 |
| (31202) 1998 AX7         | 1998 AX7               | 2 janvier 1998        | LINEAR                               |
| (31203) Hersman          | 1998 AO9               | 6 janvier 1998        | M. W. Buie                           |
| (31204) 1998 AA10        | 1998 AA10              | 15 janvier 1998       | Kleť                                 |
| (31205) 1998 BW          | 1998 BW                | 19 janvier 1998       | T. Kobayashi                         |
| (31206) 1998 BF1         | 1998 BF1               | 19 janvier 1998       | T. Kobayashi                         |
| (31207) 1998 BM1         | 1998 BM1               | 19 janvier 1998       | T. Kobayashi                         |
| (31208) 1998 BU1         | 1998 BU1               | 19 janvier 1998       | T. Kobayashi                         |
| (31209) 1998 BZ6         | 1998 BZ6               | 24 janvier 1998       | T. Kobayashi                         |
| (31210) 1998 BX7         | 1998 BX7               | 24 janvier 1998       | NEAT                                 |
| (31211) 1998 BW8         | 1998 BW8               | 18 janvier 1998       | Beijing Schmidt CCD Asteroid Program |
| (31212) 1998 BZ8         | 1998 BZ8               | 18 janvier 1998       | Beijing Schmidt CCD Asteroid Program |
| (31213) 1998 BK9         | 1998 BK9               | 24 janvier 1998       | NEAT                                 |
| (31214) 1998 BZ9         | 1998 BZ9               | 22 janvier 1998       | Spacewatch                           |
| (31215) 1998 BN10        | 1998 BN10              | 26 janvier 1998       | Kleť                                 |
| (31216) 1998 BL12        | 1998 BL12              | 23 janvier 1998       | LINEAR                               |
| (31217) 1998 BD15        | 1998 BD15              | 24 janvier 1998       | NEAT                                 |
| (31218) 1998 BZ20        | 1998 BZ20              | 22 janvier 1998       | Spacewatch                           |
| (31219) 1998 BW24        | 1998 BW24              | 28 janvier 1998       | T. Kobayashi                         |
| (31220) 1998 BA26        | 1998 BA26              | 29 janvier 1998       | T. Kobayashi                         |
| (31221) 1998 BP26        | 1998 BP26              | 28 janvier 1998       | NEAT                                 |
| (31222) 1998 BD30        | 1998 BD30              | 26 janvier 1998       | T. Kagawa, T. Urata                  |
| (31223) 1998 BJ30        | 1998 BJ30              | 28 janvier 1998       | P. Antonini                          |
| (31224) 1998 BP33        | 1998 BP33              | 31 janvier 1998       | T. Kobayashi                         |
| (31225) 1998 BH35        | 1998 BH35              | 27 janvier 1998       | Spacewatch                           |
| (31226) 1998 BZ40        | 1998 BZ40              | 24 janvier 1998       | NEAT                                 |
| (31227) 1998 BC41        | 1998 BC41              | 24 janvier 1998       | NEAT                                 |
| (31228) 1998 BR45        | 1998 BR45              | 24 janvier 1998       | NEAT                                 |
| (31229) 1998 BD46        | 1998 BD46              | 26 janvier 1998       | Spacewatch                           |
| (31230) Tuyouyou         | 1998 BB47              | 18 janvier 1998       | Beijing Schmidt CCD Asteroid Program |
| (31231) Uthmann          | 1998 CA                | 1er février 1998      | J. Kandler, G. Lehmann               |
| (31232) Slavonice        | 1998 CF                | 1er février 1998      | J. Tichá, M. Tichý                   |
| (31233) 1998 CG1         | 1998 CG1               | 1er février 1998      | Beijing Schmidt CCD Asteroid Program |
| (31234) Bea              | 1998 CL1               | 7 février 1998        | A. Galád, A. Pravda                  |
| (31235) 1998 CE3         | 1998 CE3               | 6 février 1998        | E. W. Elst                           |
| (31236) 1998 CC4         | 1998 CC4               | 14 février 1998       | Farra d'Isonzo                       |
| (31237) 1998 CY4         | 1998 CY4               | 6 février 1998        | E. W. Elst                           |
| (31238) Kroměříž         | 1998 DT1               | 21 février 1998       | Kleť                                 |
| (31239) Michaeljames     | 1998 DV1               | 21 février 1998       | I. P. Griffin                        |
| (31240) Katrianne        | 1998 DB2               | 20 février 1998       | G. Lehmann                           |
| (31241) 1998 DK2         | 1998 DK2               | 20 février 1998       | ODAS                                 |
| (31242) 1998 DO10        | 1998 DO10              | 23 février 1998       | NEAT                                 |
| (31243) 1998 DW10        | 1998 DW10              | 16 février 1998       | Beijing Schmidt CCD Asteroid Program |
| (31244) Guidomonzino     | 1998 DG11              | 19 février 1998       | P. Sicoli, A. Testa                  |
| (31245) 1998 DR11        | 1998 DR11              | 24 février 1998       | NEAT                                 |
| (31246) 1998 DZ12        | 1998 DZ12              | 24 février 1998       | T. Stafford                          |
| (31247) 1998 DD13        | 1998 DD13              | 22 février 1998       | NEAT                                 |
| (31248) 1998 DH13        | 1998 DH13              | 24 février 1998       | NEAT                                 |
| (31249) Renéefleming     | 1998 DF14              | 27 février 1998       | ODAS                                 |
| (31250) 1998 DR14        | 1998 DR14              | 22 février 1998       | NEAT                                 |
| (31251) 1998 DU14        | 1998 DU14              | 22 février 1998       | NEAT                                 |
| (31252) 1998 DA15        | 1998 DA15              | 22 février 1998       | NEAT                                 |
| (31253) 1998 DQ21        | 1998 DQ21              | 22 février 1998       | Spacewatch                           |
| (31254) Totucciogrisanti | 1998 DK23              | 27 février 1998       | M. Cavagna, P. Chiavenna             |
| (31255) 1998 DL27        | 1998 DL27              | 27 février 1998       | P. Antonini                          |
| (31256) 1998 DM32        | 1998 DM32              | 22 février 1998       | Beijing Schmidt CCD Asteroid Program |
| (31257) 1998 DG35        | 1998 DG35              | 27 février 1998       | E. W. Elst                           |
| (31258) 1998 EE          | 1998 EE                | 1er mars 1998         | T. Kobayashi                         |
| (31259) 1998 EB3         | 1998 EB3               | 1er mars 1998         | Beijing Schmidt CCD Asteroid Program |
| (31260) 1998 EE6         | 1998 EE6               | 2 mars 1998           | Y. Shimizu, T. Urata                 |
| (31261) 1998 EF8         | 1998 EF8               | 2 mars 1998           | Beijing Schmidt CCD Asteroid Program |
| (31262) 1998 ES8         | 1998 ES8               | 5 mars 1998           | Beijing Schmidt CCD Asteroid Program |
| (31263) 1998 EG9         | 1998 EG9               | 8 mars 1998           | Beijing Schmidt CCD Asteroid Program |
| (31264) 1998 EQ11        | 1998 EQ11              | 1er mars 1998         | E. W. Elst                           |
| (31265) 1998 EC13        | 1998 EC13              | 1er mars 1998         | E. W. Elst                           |
| (31266) Tournefort       | 1998 EZ13              | 1er mars 1998         | E. W. Elst                           |
| (31267) Kuldiga          | 1998 ES14              | 1er mars 1998         | E. W. Elst                           |
| (31268) Welty            | 1998 FA                | 16 mars 1998          | I. P. Griffin                        |
| (31269) 1998 FO          | 1998 FO                | 18 mars 1998          | Spacewatch                           |
| (31270) 1998 FP14        | 1998 FP14              | 26 mars 1998          | ODAS                                 |
| (31271) Nallino          | 1998 FH16              | 25 mars 1998          | Osservatorio San Vittore             |
| (31272) Makosinski       | 1998 FE18              | 20 mars 1998          | LINEAR                               |
| (31273) 1998 FY23        | 1998 FY23              | 20 mars 1998          | LINEAR                               |
| (31274) 1998 FE24        | 1998 FE24              | 20 mars 1998          | LINEAR                               |
| (31275) 1998 FN25        | 1998 FN25              | 20 mars 1998          | LINEAR                               |
| (31276) Calvinrieder     | 1998 FG28              | 20 mars 1998          | LINEAR                               |
| (31277) 1998 FK28        | 1998 FK28              | 20 mars 1998          | LINEAR                               |
| (31278) 1998 FK30        | 1998 FK30              | 20 mars 1998          | LINEAR                               |
| (31279) 1998 FQ31        | 1998 FQ31              | 20 mars 1998          | LINEAR                               |
| (31280) 1998 FG33        | 1998 FG33              | 20 mars 1998          | LINEAR                               |
| (31281) Stothers         | 1998 FK34              | 20 mars 1998          | LINEAR                               |
| (31282) Nicoleticea      | 1998 FD35              | 20 mars 1998          | LINEAR                               |
| (31283) Wanruomeng       | 1998 FD40              | 20 mars 1998          | LINEAR                               |
| (31284) 1998 FN48        | 1998 FN48              | 20 mars 1998          | LINEAR                               |
| (31285) 1998 FK51        | 1998 FK51              | 20 mars 1998          | LINEAR                               |
| (31286) 1998 FD54        | 1998 FD54              | 20 mars 1998          | LINEAR                               |
| (31287) 1998 FK58        | 1998 FK58              | 20 mars 1998          | LINEAR                               |
| (31288) 1998 FZ59        | 1998 FZ59              | 20 mars 1998          | LINEAR                               |
| (31289) 1998 FN62        | 1998 FN62              | 20 mars 1998          | LINEAR                               |
| (31290) 1998 FG63        | 1998 FG63              | 20 mars 1998          | LINEAR                               |
| (31291) Yaoyue           | 1998 FH64              | 20 mars 1998          | LINEAR                               |
| (31292) 1998 FK66        | 1998 FK66              | 20 mars 1998          | LINEAR                               |
| (31293) 1998 FP70        | 1998 FP70              | 20 mars 1998          | LINEAR                               |
| (31294) 1998 FJ71        | 1998 FJ71              | 20 mars 1998          | LINEAR                               |
| (31295) 1998 FF72        | 1998 FF72              | 20 mars 1998          | LINEAR                               |
| (31296) Matthewclement   | 1998 FY73              | 22 mars 1998          | LONEOS                               |
| (31297) 1998 FZ74        | 1998 FZ74              | 24 mars 1998          | LINEAR                               |
| (31298) Chantaihei       | 1998 FB77              | 24 mars 1998          | LINEAR                               |
| (31299) 1998 FJ80        | 1998 FJ80              | 24 mars 1998          | LINEAR                               |
| (31300) 1998 FZ82        | 1998 FZ82              | 24 mars 1998          | LINEAR                               |

## 31301-31400
| Nom                   | Désignation provisoire | Date de la découverte | Découvreur                           |
| --------------------- | ---------------------- | --------------------- | ------------------------------------ |
| (31301) 1998 FE92     | 1998 FE92              | 24 mars 1998          | LINEAR                               |
| (31302) 1998 FT95     | 1998 FT95              | 31 mars 1998          | LINEAR                               |
| (31303) 1998 FO99     | 1998 FO99              | 31 mars 1998          | LINEAR                               |
| (31304) 1998 FE103    | 1998 FE103             | 31 mars 1998          | LINEAR                               |
| (31305) 1998 FL104    | 1998 FL104             | 31 mars 1998          | LINEAR                               |
| (31306) 1998 FZ104    | 1998 FZ104             | 31 mars 1998          | LINEAR                               |
| (31307) 1998 FK105    | 1998 FK105             | 31 mars 1998          | LINEAR                               |
| (31308) 1998 FK113    | 1998 FK113             | 31 mars 1998          | LINEAR                               |
| (31309) 1998 FJ116    | 1998 FJ116             | 31 mars 1998          | LINEAR                               |
| (31310) 1998 FP118    | 1998 FP118             | 31 mars 1998          | LINEAR                               |
| (31311) 1998 FX118    | 1998 FX118             | 31 mars 1998          | LINEAR                               |
| (31312) Fangerhai     | 1998 FY118             | 31 mars 1998          | LINEAR                               |
| (31313) Kanwingyi     | 1998 FO119             | 20 mars 1998          | LINEAR                               |
| (31314) 1998 FS120    | 1998 FS120             | 20 mars 1998          | LINEAR                               |
| (31315) 1998 FS132    | 1998 FS132             | 20 mars 1998          | LINEAR                               |
| (31316) 1998 GZ7      | 1998 GZ7               | 2 avril 1998          | LINEAR                               |
| (31317) 1998 GL8      | 1998 GL8               | 2 avril 1998          | LINEAR                               |
| (31318) 1998 GQ10     | 1998 GQ10              | 4 avril 1998          | J. V. McClusky                       |
| (31319) Vespucci      | 1998 HD2               | 20 avril 1998         | V. S. Casulli                        |
| (31320) 1998 HX2      | 1998 HX2               | 21 avril 1998         | LINEAR                               |
| (31321) 1998 HD3      | 1998 HD3               | 21 avril 1998         | Kleť                                 |
| (31322) 1998 HS14     | 1998 HS14              | 17 avril 1998         | Spacewatch                           |
| (31323) Lysá hora     | 1998 HC29              | 27 avril 1998         | P. Pravec                            |
| (31324) Jiřímrázek    | 1998 HR31              | 27 avril 1998         | L. Šarounová                         |
| (31325) 1998 HN33     | 1998 HN33              | 20 avril 1998         | LINEAR                               |
| (31326) 1998 HF34     | 1998 HF34              | 20 avril 1998         | LINEAR                               |
| (31327) 1998 HM34     | 1998 HM34              | 20 avril 1998         | LINEAR                               |
| (31328) 1998 HV47     | 1998 HV47              | 20 avril 1998         | LINEAR                               |
| (31329) 1998 HU57     | 1998 HU57              | 21 avril 1998         | LINEAR                               |
| (31330) 1998 HB84     | 1998 HB84              | 21 avril 1998         | LINEAR                               |
| (31331) 1998 HU92     | 1998 HU92              | 21 avril 1998         | LINEAR                               |
| (31332) 1998 HC101    | 1998 HC101             | 21 avril 1998         | LINEAR                               |
| (31333) 1998 HD101    | 1998 HD101             | 21 avril 1998         | LINEAR                               |
| (31334) 1998 HW102    | 1998 HW102             | 25 avril 1998         | E. W. Elst                           |
| (31335) 1998 HY124    | 1998 HY124             | 23 avril 1998         | LINEAR                               |
| (31336) Chenyuhsin    | 1998 HT129             | 19 avril 1998         | LINEAR                               |
| (31337) 1998 HA134    | 1998 HA134             | 19 avril 1998         | LINEAR                               |
| (31338) Lipperhey     | 1998 HX147             | 25 avril 1998         | E. W. Elst                           |
| (31339) 1998 KY30     | 1998 KY30              | 22 mai 1998           | LINEAR                               |
| (31340) 1998 KW53     | 1998 KW53              | 23 mai 1998           | LINEAR                               |
| (31341) 1998 KH55     | 1998 KH55              | 23 mai 1998           | LINEAR                               |
| (31342) 1998 MU31     | 1998 MU31              | 24 juin 1998          | LINEAR                               |
| (31343) 1998 NT       | 1998 NT                | 12 juillet 1998       | T. Handley                           |
| (31344) Agathon       | 1998 OM12              | 30 juillet 1998       | J. Broughton                         |
| (31345) 1998 PG       | 1998 PG                | 3 août 1998           | LONEOS                               |
| (31346) 1998 PB1      | 1998 PB1               | 15 août 1998          | LINEAR                               |
| (31347) 1998 QV90     | 1998 QV90              | 28 août 1998          | LINEAR                               |
| (31348) 1998 QF92     | 1998 QF92              | 28 août 1998          | LINEAR                               |
| (31349) Uria-Monzon   | 1998 SV                | 16 septembre 1998     | ODAS                                 |
| (31350) 1998 SF2      | 1998 SF2               | 17 septembre 1998     | F. B. Zoltowski                      |
| (31351) 1998 SD24     | 1998 SD24              | 26 septembre 1998     | LINEAR                               |
| (31352) 1998 SP135    | 1998 SP135             | 26 septembre 1998     | LINEAR                               |
| (31353) 1998 TE       | 1998 TE                | 2 octobre 1998        | T. Kagawa                            |
| (31354) 1998 TR3      | 1998 TR3               | 14 octobre 1998       | LINEAR                               |
| (31355) 1998 TT6      | 1998 TT6               | 15 octobre 1998       | K. Korlević                          |
| (31356) 1998 TN10     | 1998 TN10              | 12 octobre 1998       | Spacewatch                           |
| (31357) 1998 UP20     | 1998 UP20              | 28 octobre 1998       | K. Korlević                          |
| (31358) Garethcollins | 1998 UR23              | 17 octobre 1998       | LONEOS                               |
| (31359) 1998 UA28     | 1998 UA28              | 29 octobre 1998       | LINEAR                               |
| (31360) Huangyihsuan  | 1998 VV14              | 10 novembre 1998      | LINEAR                               |
| (31361) 1998 VQ29     | 1998 VQ29              | 10 novembre 1998      | LINEAR                               |
| (31362) 1998 VU41     | 1998 VU41              | 14 novembre 1998      | Spacewatch                           |
| (31363) Shulga        | 1998 VS44              | 14 novembre 1998      | LONEOS                               |
| (31364) 1998 WM6      | 1998 WM6               | 24 novembre 1998      | Kleť                                 |
| (31365) 1998 WF7      | 1998 WF7               | 23 novembre 1998      | T. Urata                             |
| (31366) 1998 WF8      | 1998 WF8               | 25 novembre 1998      | T. Kobayashi                         |
| (31367) 1998 WB9      | 1998 WB9               | 25 novembre 1998      | LINEAR                               |
| (31368) 1998 WW23     | 1998 WW23              | 25 novembre 1998      | LINEAR                               |
| (31369) 1998 WX26     | 1998 WX26              | 16 novembre 1998      | Spacewatch                           |
| (31370) 1998 XS3      | 1998 XS3               | 9 décembre 1998       | T. Kobayashi                         |
| (31371) 1998 XN10     | 1998 XN10              | 15 décembre 1998      | ODAS                                 |
| (31372) 1998 XN11     | 1998 XN11              | 13 décembre 1998      | T. Kobayashi                         |
| (31373) 1998 XN12     | 1998 XN12              | 14 décembre 1998      | Beijing Schmidt CCD Asteroid Program |
| (31374) Hruskova      | 1998 XZ41              | 14 décembre 1998      | LINEAR                               |
| (31375) Krystufek     | 1998 XP46              | 14 décembre 1998      | LINEAR                               |
| (31376) Leobauersfeld | 1998 XB48              | 14 décembre 1998      | LINEAR                               |
| (31377) Kleinwort     | 1998 XG50              | 14 décembre 1998      | LINEAR                               |
| (31378) Neidinger     | 1998 XZ50              | 14 décembre 1998      | LINEAR                               |
| (31379) 1998 XX51     | 1998 XX51              | 14 décembre 1998      | LINEAR                               |
| (31380) Hegyesi       | 1998 XA73              | 14 décembre 1998      | LINEAR                               |
| (31381) 1998 XW86     | 1998 XW86              | 15 décembre 1998      | LINEAR                               |
| (31382) 1998 XN89     | 1998 XN89              | 15 décembre 1998      | LINEAR                               |
| (31383) 1998 XJ94     | 1998 XJ94              | 15 décembre 1998      | LINEAR                               |
| (31384) 1998 XE96     | 1998 XE96              | 11 décembre 1998      | O. A. Naranjo                        |
| (31385) 1998 XF96     | 1998 XF96              | 11 décembre 1998      | O. A. Naranjo                        |
| (31386) 1998 YG1      | 1998 YG1               | 16 décembre 1998      | T. Kagawa                            |
| (31387) Lehoucq       | 1998 YA2               | 16 décembre 1998      | ODAS                                 |
| (31388) 1998 YL2      | 1998 YL2               | 17 décembre 1998      | ODAS                                 |
| (31389) Alexkaplan    | 1998 YN2               | 17 décembre 1998      | ODAS                                 |
| (31390) 1998 YB4      | 1998 YB4               | 19 décembre 1998      | T. Kobayashi                         |
| (31391) 1998 YA5      | 1998 YA5               | 17 décembre 1998      | ODAS                                 |
| (31392) 1998 YJ5      | 1998 YJ5               | 20 décembre 1998      | CSS                                  |
| (31393) 1998 YG8      | 1998 YG8               | 24 décembre 1998      | T. Kobayashi                         |
| (31394) 1998 YX9      | 1998 YX9               | 25 décembre 1998      | K. Korlević, M. Jurić                |
| (31395) 1998 YB11     | 1998 YB11              | 18 décembre 1998      | ODAS                                 |
| (31396) 1998 YQ12     | 1998 YQ12              | 29 décembre 1998      | T. Kobayashi                         |
| (31397) 1998 YR15     | 1998 YR15              | 22 décembre 1998      | Spacewatch                           |
| (31398) Lukedaly      | 1998 YU29              | 27 décembre 1998      | LONEOS                               |
| (31399) Susorney      | 1998 YF30              | 24 décembre 1998      | LONEOS                               |
| (31400) Dakshdua      | 1998 YY31              | 16 décembre 1998      | LINEAR                               |

## 31401-31500
| Nom                     | Désignation provisoire | Date de la découverte | Découvreur                           |
| ----------------------- | ---------------------- | --------------------- | ------------------------------------ |
| (31401) 1999 AK         | 1999 AK                | 6 janvier 1999        | K. Korlević                          |
| (31402) Negishi         | 1999 AR                | 7 janvier 1999        | T. Kobayashi                         |
| (31403) 1999 AV         | 1999 AV                | 7 janvier 1999        | T. Kobayashi                         |
| (31404) 1999 AL1        | 1999 AL1               | 7 janvier 1999        | Spacewatch                           |
| (31405) 1999 AD2        | 1999 AD2               | 9 janvier 1999        | T. Kobayashi                         |
| (31406) 1999 AA4        | 1999 AA4               | 10 janvier 1999       | T. Kobayashi                         |
| (31407) 1999 AP4        | 1999 AP4               | 11 janvier 1999       | T. Kobayashi                         |
| (31408) 1999 AV4        | 1999 AV4               | 11 janvier 1999       | T. Kobayashi                         |
| (31409) 1999 AB5        | 1999 AB5               | 11 janvier 1999       | T. Kobayashi                         |
| (31410) 1999 AY5        | 1999 AY5               | 12 janvier 1999       | T. Kobayashi                         |
| (31411) 1999 AU9        | 1999 AU9               | 10 janvier 1999       | Beijing Schmidt CCD Asteroid Program |
| (31412) Andersonribeiro | 1999 AP20              | 13 janvier 1999       | LONEOS                               |
| (31413) 1999 AR21       | 1999 AR21              | 15 janvier 1999       | K. Korlević                          |
| (31414) Rotarysusa      | 1999 AV22              | 14 janvier 1999       | L. Tesi, A. Boattini                 |
| (31415) Fenucci         | 1999 AK23              | 10 janvier 1999       | LONEOS                               |
| (31416) Peteworden      | 1999 AX24              | 15 janvier 1999       | ODAS                                 |
| (31417) 1999 AD32       | 1999 AD32              | 15 janvier 1999       | Spacewatch                           |
| (31418) Sosaoyarzabal   | 1999 AJ34              | 14 janvier 1999       | LONEOS                               |
| (31419) 1999 AN37       | 1999 AN37              | 6 janvier 1999        | LONEOS                               |
| (31420) 1999 BV         | 1999 BV                | 16 janvier 1999       | J. V. McClusky                       |
| (31421) 1999 BZ         | 1999 BZ                | 17 janvier 1999       | CSS                                  |
| (31422) 1999 BE1        | 1999 BE1               | 16 janvier 1999       | D. K. Chesney                        |
| (31423) 1999 BR2        | 1999 BR2               | 18 janvier 1999       | T. Kobayashi                         |
| (31424) 1999 BW2        | 1999 BW2               | 18 janvier 1999       | T. Kobayashi                         |
| (31425) 1999 BF3        | 1999 BF3               | 16 janvier 1999       | S. Ueda, H. Kaneda                   |
| (31426) Davidlouapre    | 1999 BA5               | 19 janvier 1999       | ODAS                                 |
| (31427) 1999 BS5        | 1999 BS5               | 20 janvier 1999       | K. Korlević                          |
| (31428) 1999 BG6        | 1999 BG6               | 20 janvier 1999       | ODAS                                 |
| (31429) Diegoazzaro     | 1999 BL7               | 21 janvier 1999       | V. S. Casulli                        |
| (31430) 1999 BX8        | 1999 BX8               | 22 janvier 1999       | K. Korlević                          |
| (31431) Cabibbo         | 1999 BP9               | 21 janvier 1999       | Osservatorio San Vittore             |
| (31432) 1999 BY12       | 1999 BY12              | 24 janvier 1999       | K. Korlević                          |
| (31433) 1999 BA13       | 1999 BA13              | 24 janvier 1999       | K. Korlević                          |
| (31434) 1999 BQ13       | 1999 BQ13              | 25 janvier 1999       | K. Korlević                          |
| (31435) Benhauck        | 1999 BH14              | 23 janvier 1999       | ODAS                                 |
| (31436) 1999 BJ15       | 1999 BJ15              | 26 janvier 1999       | K. Korlević                          |
| (31437) Verma           | 1999 BT19              | 16 janvier 1999       | LINEAR                               |
| (31438) Yasuhitohayashi | 1999 BV19              | 16 janvier 1999       | LINEAR                               |
| (31439) Mieyamanaka     | 1999 BQ23              | 18 janvier 1999       | LINEAR                               |
| (31440) 1999 BD26       | 1999 BD26              | 25 janvier 1999       | K. Korlević                          |
| (31441) 1999 BE28       | 1999 BE28              | 17 janvier 1999       | Spacewatch                           |
| (31442) Stark           | 1999 CY1               | 7 février 1999        | D. S. Dixon                          |
| (31443) 1999 CL2        | 1999 CL2               | 5 février 1999        | Beijing Schmidt CCD Asteroid Program |
| (31444) 1999 CW2        | 1999 CW2               | 9 février 1999        | J. M. Roe                            |
| (31445) 1999 CS5        | 1999 CS5               | 12 février 1999       | T. Kobayashi                         |
| (31446) 1999 CV5        | 1999 CV5               | 12 février 1999       | T. Kobayashi                         |
| (31447) 1999 CB8        | 1999 CB8               | 12 février 1999       | K. Korlević                          |
| (31448) 1999 CO8        | 1999 CO8               | 13 février 1999       | D. K. Chesney                        |
| (31449) 1999 CO9        | 1999 CO9               | 14 février 1999       | T. Kobayashi                         |
| (31450) Stevepreston    | 1999 CU9               | 14 février 1999       | J. Broughton                         |
| (31451) Joenickell      | 1999 CE10              | 9 février 1999        | J. E. McGaha                         |
| (31452) 1999 CX12       | 1999 CX12              | 14 février 1999       | ODAS                                 |
| (31453) Arnaudthiry     | 1999 CY12              | 14 février 1999       | ODAS                                 |
| (31454) 1999 CH14       | 1999 CH14              | 13 février 1999       | K. Korlević                          |
| (31455) 1999 CU14       | 1999 CU14              | 15 février 1999       | K. Korlević                          |
| (31456) 1999 CV14       | 1999 CV14              | 15 février 1999       | K. Korlević                          |
| (31457) 1999 CW14       | 1999 CW14              | 15 février 1999       | K. Korlević                          |
| (31458) Delrosso        | 1999 CG16              | 15 février 1999       | L. Tesi, A. Boattini                 |
| (31459) 1999 CB17       | 1999 CB17              | 10 février 1999       | LINEAR                               |
| (31460) Jongsowfei      | 1999 CV19              | 10 février 1999       | LINEAR                               |
| (31461) Shannonlee      | 1999 CK20              | 10 février 1999       | LINEAR                               |
| (31462) Brchnelova      | 1999 CW22              | 10 février 1999       | LINEAR                               |
| (31463) Michalgeci      | 1999 CC24              | 10 février 1999       | LINEAR                               |
| (31464) Liscinsky       | 1999 CM25              | 10 février 1999       | LINEAR                               |
| (31465) Piyasiri        | 1999 CS26              | 10 février 1999       | LINEAR                               |
| (31466) Abualhassan     | 1999 CU26              | 10 février 1999       | LINEAR                               |
| (31467) 1999 CG29       | 1999 CG29              | 10 février 1999       | LINEAR                               |
| (31468) Albastaki       | 1999 CE31              | 10 février 1999       | LINEAR                               |
| (31469) Aizawa          | 1999 CO31              | 10 février 1999       | LINEAR                               |
| (31470) Alagappan       | 1999 CR33              | 10 février 1999       | LINEAR                               |
| (31471) Sallyalbright   | 1999 CJ36              | 10 février 1999       | LINEAR                               |
| (31472) 1999 CT36       | 1999 CT36              | 10 février 1999       | LINEAR                               |
| (31473) Guangning       | 1999 CD37              | 10 février 1999       | LINEAR                               |
| (31474) Advaithanand    | 1999 CL37              | 10 février 1999       | LINEAR                               |
| (31475) Robbacchus      | 1999 CH42              | 10 février 1999       | LINEAR                               |
| (31476) Bocconcelli     | 1999 CK43              | 10 février 1999       | LINEAR                               |
| (31477) Meenakshi       | 1999 CO43              | 10 février 1999       | LINEAR                               |
| (31478) 1999 CJ45       | 1999 CJ45              | 10 février 1999       | LINEAR                               |
| (31479) Botello         | 1999 CD47              | 10 février 1999       | LINEAR                               |
| (31480) Jonahbutler     | 1999 CN47              | 10 février 1999       | LINEAR                               |
| (31481) 1999 CX47       | 1999 CX47              | 10 février 1999       | LINEAR                               |
| (31482) Caddell         | 1999 CK48              | 10 février 1999       | LINEAR                               |
| (31483) Caulfield       | 1999 CR48              | 10 février 1999       | LINEAR                               |
| (31484) 1999 CC49       | 1999 CC49              | 10 février 1999       | LINEAR                               |
| (31485) 1999 CM51       | 1999 CM51              | 10 février 1999       | LINEAR                               |
| (31486) 1999 CR52       | 1999 CR52              | 10 février 1999       | LINEAR                               |
| (31487) Parthchopra     | 1999 CH53              | 10 février 1999       | LINEAR                               |
| (31488) 1999 CM53       | 1999 CM53              | 10 février 1999       | LINEAR                               |
| (31489) Matthewchun     | 1999 CN53              | 10 février 1999       | LINEAR                               |
| (31490) Swapnavdeka     | 1999 CB55              | 10 février 1999       | LINEAR                               |
| (31491) Demessie        | 1999 CF57              | 10 février 1999       | LINEAR                               |
| (31492) Jennarose       | 1999 CV57              | 10 février 1999       | LINEAR                               |
| (31493) Fernando-Peiris | 1999 CS58              | 10 février 1999       | LINEAR                               |
| (31494) Emmafreedman    | 1999 CP60              | 12 février 1999       | LINEAR                               |
| (31495) Sarahgalvin     | 1999 CR60              | 12 février 1999       | LINEAR                               |
| (31496) Glowacz         | 1999 CU60              | 12 février 1999       | LINEAR                               |
| (31497) 1999 CW61       | 1999 CW61              | 12 février 1999       | LINEAR                               |
| (31498) 1999 CX61       | 1999 CX61              | 12 février 1999       | LINEAR                               |
| (31499) 1999 CS64       | 1999 CS64              | 12 février 1999       | LINEAR                               |
| (31500) Grutzik         | 1999 CK66              | 12 février 1999       | LINEAR                               |

## 31501-31600
| Nom                      | Désignation provisoire | Date de la découverte | Découvreur           |
| ------------------------ | ---------------------- | --------------------- | -------------------- |
| (31501) Williamhang      | 1999 CJ68              | 12 février 1999       | LINEAR               |
| (31502) Hellerstein      | 1999 CQ68              | 12 février 1999       | LINEAR               |
| (31503) Jessicahong      | 1999 CH72              | 12 février 1999       | LINEAR               |
| (31504) Jaisonjain       | 1999 CF73              | 12 février 1999       | LINEAR               |
| (31505) 1999 CE74        | 1999 CE74              | 12 février 1999       | LINEAR               |
| (31506) 1999 CZ76        | 1999 CZ76              | 12 février 1999       | LINEAR               |
| (31507) Williamjin       | 1999 CX81              | 12 février 1999       | LINEAR               |
| (31508) Kanevsky         | 1999 CK84              | 10 février 1999       | LINEAR               |
| (31509) 1999 CT84        | 1999 CT84              | 10 février 1999       | LINEAR               |
| (31510) Saumya           | 1999 CQ85              | 10 février 1999       | LINEAR               |
| (31511) Jessicakim       | 1999 CL87              | 10 février 1999       | LINEAR               |
| (31512) Koyyalagunta     | 1999 CF91              | 10 février 1999       | LINEAR               |
| (31513) Lafazan          | 1999 CV92              | 10 février 1999       | LINEAR               |
| (31514) 1999 CL101       | 1999 CL101             | 10 février 1999       | LINEAR               |
| (31515) 1999 CN101       | 1999 CN101             | 10 février 1999       | LINEAR               |
| (31516) Leibowitz        | 1999 CX101             | 10 février 1999       | LINEAR               |
| (31517) Mahoui           | 1999 CW102             | 12 février 1999       | LINEAR               |
| (31518) 1999 CG103       | 1999 CG103             | 12 février 1999       | LINEAR               |
| (31519) Mimamarquez      | 1999 CS103             | 12 février 1999       | LINEAR               |
| (31520) 1999 CB105       | 1999 CB105             | 12 février 1999       | LINEAR               |
| (31521) 1999 CT106       | 1999 CT106             | 12 février 1999       | LINEAR               |
| (31522) McCutchen        | 1999 CE109             | 12 février 1999       | LINEAR               |
| (31523) Jessemichel      | 1999 CZ110             | 12 février 1999       | LINEAR               |
| (31524) 1999 CE112       | 1999 CE112             | 12 février 1999       | LINEAR               |
| (31525) Nickmiller       | 1999 CO116             | 12 février 1999       | LINEAR               |
| (31526) 1999 CW124       | 1999 CW124             | 11 février 1999       | LINEAR               |
| (31527) 1999 CM126       | 1999 CM126             | 11 février 1999       | LINEAR               |
| (31528) 1999 CU126       | 1999 CU126             | 11 février 1999       | LINEAR               |
| (31529) 1999 CW127       | 1999 CW127             | 11 février 1999       | LINEAR               |
| (31530) 1999 CQ128       | 1999 CQ128             | 11 février 1999       | LINEAR               |
| (31531) ARRL             | 1999 CQ137             | 9 février 1999        | Spacewatch           |
| (31532) 1999 CZ146       | 1999 CZ146             | 9 février 1999        | Spacewatch           |
| (31533) 1999 CV148       | 1999 CV148             | 10 février 1999       | Spacewatch           |
| (31534) 1999 CE149       | 1999 CE149             | 13 février 1999       | Spacewatch           |
| (31535) 1999 CE150       | 1999 CE150             | 13 février 1999       | Spacewatch           |
| (31536) 1999 CX150       | 1999 CX150             | 8 février 1999        | Spacewatch           |
| (31537) 1999 DZ          | 1999 DZ                | 18 février 1999       | K. Korlević          |
| (31538) 1999 DM1         | 1999 DM1               | 17 février 1999       | LINEAR               |
| (31539) 1999 DQ1         | 1999 DQ1               | 18 février 1999       | NEAT                 |
| (31540) 1999 DK2         | 1999 DK2               | 19 février 1999       | T. Kobayashi         |
| (31541) 1999 DC3         | 1999 DC3               | 21 février 1999       | T. Kobayashi         |
| (31542) 1999 DR3         | 1999 DR3               | 20 février 1999       | Y. Shimizu, T. Urata |
| (31543) 1999 DM5         | 1999 DM5               | 17 février 1999       | LINEAR               |
| (31544) 1999 DZ5         | 1999 DZ5               | 17 février 1999       | LINEAR               |
| (31545) 1999 DN6         | 1999 DN6               | 20 février 1999       | LINEAR               |
| (31546) 1999 DP6         | 1999 DP6               | 20 février 1999       | LINEAR               |
| (31547) 1999 DT6         | 1999 DT6               | 20 février 1999       | LINEAR               |
| (31548) 1999 DV6         | 1999 DV6               | 20 février 1999       | LINEAR               |
| (31549) 1999 DY6         | 1999 DY6               | 23 février 1999       | LINEAR               |
| (31550) 1999 DT7         | 1999 DT7               | 18 février 1999       | LONEOS               |
| (31551) Ashleyking       | 1999 DV7               | 18 février 1999       | LONEOS               |
| (31552) 1999 EJ          | 1999 EJ                | 7 mars 1999           | J. Broughton         |
| (31553) 1999 EG2         | 1999 EG2               | 9 mars 1999           | Spacewatch           |
| (31554) 1999 EJ2         | 1999 EJ2               | 9 mars 1999           | Spacewatch           |
| (31555) Wheeler          | 1999 EV2               | 7 mars 1999           | S. Sposetti          |
| (31556) Shatner          | 1999 EP5               | 13 mars 1999          | R. A. Tucker         |
| (31557) Holleybakich     | 1999 EX5               | 13 mars 1999          | R. A. Tucker         |
| (31558) 1999 EE6         | 1999 EE6               | 12 mars 1999          | Spacewatch           |
| (31559) Alonmillet       | 1999 ED12              | 15 mars 1999          | LINEAR               |
| (31560) 1999 EQ14        | 1999 EQ14              | 11 mars 1999          | Spacewatch           |
| (31561) 1999 FT5         | 1999 FT5               | 21 mars 1999          | Farra d'Isonzo       |
| (31562) 1999 FU6         | 1999 FU6               | 19 mars 1999          | ODAS                 |
| (31563) Bourdelledemicas | 1999 FW8               | 19 mars 1999          | LONEOS               |
| (31564) 1999 FF9         | 1999 FF9               | 20 mars 1999          | LONEOS               |
| (31565) 1999 FO9         | 1999 FO9               | 22 mars 1999          | LONEOS               |
| (31566) 1999 FF10        | 1999 FF10              | 22 mars 1999          | LONEOS               |
| (31567) 1999 FG10        | 1999 FG10              | 22 mars 1999          | LONEOS               |
| (31568) 1999 FQ14        | 1999 FQ14              | 19 mars 1999          | Spacewatch           |
| (31569) Adriansonka      | 1999 FL18              | 22 mars 1999          | LONEOS               |
| (31570) Conjat           | 1999 FG19              | 22 mars 1999          | LONEOS               |
| (31571) 1999 FY20        | 1999 FY20              | 25 mars 1999          | Kleť                 |
| (31572) 1999 FM22        | 1999 FM22              | 19 mars 1999          | LINEAR               |
| (31573) Mohanty          | 1999 FS23              | 19 mars 1999          | LINEAR               |
| (31574) Moshova          | 1999 FB25              | 19 mars 1999          | LINEAR               |
| (31575) Nikhilmurthy     | 1999 FA26              | 19 mars 1999          | LINEAR               |
| (31576) Nandigala        | 1999 FF26              | 19 mars 1999          | LINEAR               |
| (31577) 1999 FO27        | 1999 FO27              | 19 mars 1999          | LINEAR               |
| (31578) 1999 FM29        | 1999 FM29              | 19 mars 1999          | LINEAR               |
| (31579) 1999 FX29        | 1999 FX29              | 19 mars 1999          | LINEAR               |
| (31580) Bridgetoei       | 1999 FH30              | 19 mars 1999          | LINEAR               |
| (31581) Onnink           | 1999 FL30              | 19 mars 1999          | LINEAR               |
| (31582) Miraeparker      | 1999 FO30              | 19 mars 1999          | LINEAR               |
| (31583) 1999 FP30        | 1999 FP30              | 19 mars 1999          | LINEAR               |
| (31584) Emaparker        | 1999 FG31              | 19 mars 1999          | LINEAR               |
| (31585) 1999 FJ31        | 1999 FJ31              | 19 mars 1999          | LINEAR               |
| (31586) 1999 FA32        | 1999 FA32              | 19 mars 1999          | LINEAR               |
| (31587) 1999 FQ32        | 1999 FQ32              | 23 mars 1999          | K. Korlević          |
| (31588) Harrypaul        | 1999 FT33              | 19 mars 1999          | LINEAR               |
| (31589) 1999 FX33        | 1999 FX33              | 19 mars 1999          | LINEAR               |
| (31590) 1999 FS34        | 1999 FS34              | 19 mars 1999          | LINEAR               |
| (31591) 1999 FD35        | 1999 FD35              | 19 mars 1999          | LINEAR               |
| (31592) Jacobplaut       | 1999 FG36              | 20 mars 1999          | LINEAR               |
| (31593) Romapradhan      | 1999 FG39              | 20 mars 1999          | LINEAR               |
| (31594) Drewprevost      | 1999 FH41              | 20 mars 1999          | LINEAR               |
| (31595) Noahpritt        | 1999 FS45              | 20 mars 1999          | LINEAR               |
| (31596) Ragavender       | 1999 FL46              | 20 mars 1999          | LINEAR               |
| (31597) Allisonmarie     | 1999 FP47              | 20 mars 1999          | LINEAR               |
| (31598) Danielrudin      | 1999 FQ48              | 20 mars 1999          | LINEAR               |
| (31599) Chloesherry      | 1999 FE49              | 20 mars 1999          | LINEAR               |
| (31600) Somasundaram     | 1999 FJ51              | 20 mars 1999          | LINEAR               |

## 31601-31700
| Nom                   | Désignation provisoire | Date de la découverte | Découvreur                           |
| --------------------- | ---------------------- | --------------------- | ------------------------------------ |
| (31601) 1999 GF       | 1999 GF                | 3 avril 1999          | K. Korlević                          |
| (31602) 1999 GG       | 1999 GG                | 3 avril 1999          | K. Korlević                          |
| (31603) 1999 GQ3      | 1999 GQ3               | 10 avril 1999         | C. W. Juels                          |
| (31604) 1999 GH4      | 1999 GH4               | 13 avril 1999         | J. M. Roe                            |
| (31605) Braschi       | 1999 GM4               | 10 avril 1999         | M. Tombelli, A. Boattini             |
| (31606) 1999 GX4      | 1999 GX4               | 13 avril 1999         | F. B. Zoltowski                      |
| (31607) 1999 GQ5      | 1999 GQ5               | 15 avril 1999         | T. Kagawa                            |
| (31608) 1999 GR5      | 1999 GR5               | 12 avril 1999         | J. Broughton                         |
| (31609) 1999 GT5      | 1999 GT5               | 15 avril 1999         | C. W. Juels                          |
| (31610) 1999 GC6      | 1999 GC6               | 14 avril 1999         | Y. Shimizu, T. Urata                 |
| (31611) 1999 GF6      | 1999 GF6               | 13 avril 1999         | K. Korlević                          |
| (31612) 1999 GG6      | 1999 GG6               | 13 avril 1999         | K. Korlević                          |
| (31613) Adamgreenberg | 1999 GO8               | 10 avril 1999         | LONEOS                               |
| (31614) 1999 GV10     | 1999 GV10              | 11 avril 1999         | Spacewatch                           |
| (31615) 1999 GF16     | 1999 GF16              | 9 avril 1999          | LINEAR                               |
| (31616) 1999 GM17     | 1999 GM17              | 15 avril 1999         | LINEAR                               |
| (31617) Meeraradha    | 1999 GP17              | 15 avril 1999         | LINEAR                               |
| (31618) Tharakan      | 1999 GE18              | 15 avril 1999         | LINEAR                               |
| (31619) Jodietinker   | 1999 GU18              | 15 avril 1999         | LINEAR                               |
| (31620) 1999 GB19     | 1999 GB19              | 15 avril 1999         | LINEAR                               |
| (31621) 1999 GH19     | 1999 GH19              | 15 avril 1999         | LINEAR                               |
| (31622) 1999 GL19     | 1999 GL19              | 15 avril 1999         | LINEAR                               |
| (31623) 1999 GK20     | 1999 GK20              | 15 avril 1999         | LINEAR                               |
| (31624) 1999 GP20     | 1999 GP20              | 15 avril 1999         | LINEAR                               |
| (31625) 1999 GR20     | 1999 GR20              | 15 avril 1999         | LINEAR                               |
| (31626) 1999 GV20     | 1999 GV20              | 15 avril 1999         | LINEAR                               |
| (31627) Ulmera        | 1999 GW20              | 15 avril 1999         | LINEAR                               |
| (31628) Vorperian     | 1999 GG23              | 6 avril 1999          | LINEAR                               |
| (31629) 1999 GK23     | 1999 GK23              | 6 avril 1999          | LINEAR                               |
| (31630) Jennywang     | 1999 GN23              | 6 avril 1999          | LINEAR                               |
| (31631) Abbywilliams  | 1999 GL28              | 7 avril 1999          | LINEAR                               |
| (31632) Stephaying    | 1999 GM28              | 7 avril 1999          | LINEAR                               |
| (31633) Almonte       | 1999 GH30              | 7 avril 1999          | LINEAR                               |
| (31634) 1999 GG31     | 1999 GG31              | 7 avril 1999          | LINEAR                               |
| (31635) Anandarao     | 1999 GW31              | 7 avril 1999          | LINEAR                               |
| (31636) 1999 GB32     | 1999 GB32              | 7 avril 1999          | LINEAR                               |
| (31637) Bhimaraju     | 1999 GF32              | 7 avril 1999          | LINEAR                               |
| (31638) 1999 GL32     | 1999 GL32              | 7 avril 1999          | LINEAR                               |
| (31639) Bodoni        | 1999 GC34              | 6 avril 1999          | LINEAR                               |
| (31640) Johncaven     | 1999 GH34              | 6 avril 1999          | LINEAR                               |
| (31641) Cevasco       | 1999 GW34              | 6 avril 1999          | LINEAR                               |
| (31642) Soyounchoi    | 1999 GX36              | 14 avril 1999         | LINEAR                               |
| (31643) Natashachugh  | 1999 GE41              | 12 avril 1999         | LINEAR                               |
| (31644) 1999 GY41     | 1999 GY41              | 12 avril 1999         | LINEAR                               |
| (31645) 1999 GJ42     | 1999 GJ42              | 12 avril 1999         | LINEAR                               |
| (31646) 1999 GQ44     | 1999 GQ44              | 12 avril 1999         | LINEAR                               |
| (31647) 1999 GY51     | 1999 GY51              | 11 avril 1999         | LONEOS                               |
| (31648) Pedrosada     | 1999 GL53              | 11 avril 1999         | LONEOS                               |
| (31649) 1999 GL55     | 1999 GL55              | 7 avril 1999          | Spacewatch                           |
| (31650) Frýdek-Místek | 1999 HW                | 18 avril 1999         | P. Pravec                            |
| (31651) Edurnepasaban | 1999 HH2               | 19 avril 1999         | À. López, R. Pacheco                 |
| (31652) 1999 HS2      | 1999 HS2               | 21 avril 1999         | Beijing Schmidt CCD Asteroid Program |
| (31653) 1999 HH4      | 1999 HH4               | 16 avril 1999         | Spacewatch                           |
| (31654) 1999 HJ5      | 1999 HJ5               | 17 avril 1999         | Spacewatch                           |
| (31655) Averyclowes   | 1999 HG7               | 17 avril 1999         | LINEAR                               |
| (31656) 1999 HL8      | 1999 HL8               | 16 avril 1999         | LINEAR                               |
| (31657) 1999 HN8      | 1999 HN8               | 16 avril 1999         | LINEAR                               |
| (31658) 1999 HU8      | 1999 HU8               | 17 avril 1999         | LINEAR                               |
| (31659) 1999 HT10     | 1999 HT10              | 17 avril 1999         | LINEAR                               |
| (31660) Maximiliandu  | 1999 HY10              | 17 avril 1999         | LINEAR                               |
| (31661) Eggebraaten   | 1999 HJ11              | 17 avril 1999         | LINEAR                               |
| (31662) 1999 HP11     | 1999 HP11              | 19 avril 1999         | Spacewatch                           |
| (31663) Anjani        | 1999 JG2               | 8 mai 1999            | CSS                                  |
| (31664) Randiiwessen  | 1999 JR2               | 8 mai 1999            | G. Hug                               |
| (31665) Veblen        | 1999 JZ2               | 10 mai 1999           | P. G. Comba                          |
| (31666) 1999 JK3      | 1999 JK3               | 8 mai 1999            | T. Kobayashi                         |
| (31667) 1999 JL3      | 1999 JL3               | 8 mai 1999            | T. Kobayashi                         |
| (31668) 1999 JX3      | 1999 JX3               | 6 mai 1999            | F. B. Zoltowski                      |
| (31669) 1999 JT6      | 1999 JT6               | 12 mai 1999           | LINEAR                               |
| (31670) 1999 JL7      | 1999 JL7               | 8 mai 1999            | CSS                                  |
| (31671) Masatoshi     | 1999 JY7               | 13 mai 1999           | A. Nakamura                          |
| (31672) 1999 JB8      | 1999 JB8               | 12 mai 1999           | LINEAR                               |
| (31673) Nayessda      | 1999 JZ8               | 7 mai 1999            | CSS                                  |
| (31674) Westermann    | 1999 JD9               | 7 mai 1999            | CSS                                  |
| (31675) 1999 JO10     | 1999 JO10              | 8 mai 1999            | CSS                                  |
| (31676) 1999 JN16     | 1999 JN16              | 15 mai 1999           | Spacewatch                           |
| (31677) Audreyglende  | 1999 JQ18              | 10 mai 1999           | LINEAR                               |
| (31678) 1999 JX18     | 1999 JX18              | 10 mai 1999           | LINEAR                               |
| (31679) Glenngrimmett | 1999 JJ19              | 10 mai 1999           | LINEAR                               |
| (31680) Josephuitt    | 1999 JK19              | 10 mai 1999           | LINEAR                               |
| (31681) 1999 JH21     | 1999 JH21              | 10 mai 1999           | LINEAR                               |
| (31682) Kinsey        | 1999 JU21              | 10 mai 1999           | LINEAR                               |
| (31683) 1999 JJ22     | 1999 JJ22              | 10 mai 1999           | LINEAR                               |
| (31684) Lindsay       | 1999 JS22              | 10 mai 1999           | LINEAR                               |
| (31685) 1999 JB25     | 1999 JB25              | 10 mai 1999           | LINEAR                               |
| (31686) 1999 JL26     | 1999 JL26              | 10 mai 1999           | LINEAR                               |
| (31687) 1999 JP26     | 1999 JP26              | 10 mai 1999           | LINEAR                               |
| (31688) Bryantliu     | 1999 JT27              | 10 mai 1999           | LINEAR                               |
| (31689) Sebmellen     | 1999 JW27              | 10 mai 1999           | LINEAR                               |
| (31690) Nayamenezes   | 1999 JK28              | 10 mai 1999           | LINEAR                               |
| (31691) 1999 JO30     | 1999 JO30              | 10 mai 1999           | LINEAR                               |
| (31692) 1999 JQ31     | 1999 JQ31              | 10 mai 1999           | LINEAR                               |
| (31693) 1999 JC32     | 1999 JC32              | 10 mai 1999           | LINEAR                               |
| (31694) 1999 JO32     | 1999 JO32              | 10 mai 1999           | LINEAR                               |
| (31695) 1999 JQ32     | 1999 JQ32              | 10 mai 1999           | LINEAR                               |
| (31696) Rohitmital    | 1999 JF33              | 10 mai 1999           | LINEAR                               |
| (31697) Isaiahoneal   | 1999 JG33              | 10 mai 1999           | LINEAR                               |
| (31698) Nikolaiortiz  | 1999 JL33              | 10 mai 1999           | LINEAR                               |
| (31699) 1999 JA36     | 1999 JA36              | 10 mai 1999           | LINEAR                               |
| (31700) Naperez       | 1999 JB40              | 10 mai 1999           | LINEAR                               |

## 31701-31800
| Nom                   | Désignation provisoire | Date de la découverte | Découvreur           |
| --------------------- | ---------------------- | --------------------- | -------------------- |
| (31701) Ragula        | 1999 JC40              | 10 mai 1999           | LINEAR               |
| (31702) 1999 JD41     | 1999 JD41              | 10 mai 1999           | LINEAR               |
| (31703) 1999 JZ43     | 1999 JZ43              | 10 mai 1999           | LINEAR               |
| (31704) 1999 JZ44     | 1999 JZ44              | 10 mai 1999           | LINEAR               |
| (31705) 1999 JM45     | 1999 JM45              | 10 mai 1999           | LINEAR               |
| (31706) Singhani      | 1999 JX45              | 10 mai 1999           | LINEAR               |
| (31707) 1999 JH49     | 1999 JH49              | 10 mai 1999           | LINEAR               |
| (31708) 1999 JL49     | 1999 JL49              | 10 mai 1999           | LINEAR               |
| (31709) 1999 JD51     | 1999 JD51              | 10 mai 1999           | LINEAR               |
| (31710) 1999 JC52     | 1999 JC52              | 10 mai 1999           | LINEAR               |
| (31711) Suresh        | 1999 JY52              | 10 mai 1999           | LINEAR               |
| (31712) 1999 JZ52     | 1999 JZ52              | 10 mai 1999           | LINEAR               |
| (31713) 1999 JF54     | 1999 JF54              | 10 mai 1999           | LINEAR               |
| (31714) 1999 JP54     | 1999 JP54              | 10 mai 1999           | LINEAR               |
| (31715) 1999 JX56     | 1999 JX56              | 10 mai 1999           | LINEAR               |
| (31716) Matoonder     | 1999 JJ57              | 10 mai 1999           | LINEAR               |
| (31717) 1999 JA58     | 1999 JA58              | 10 mai 1999           | LINEAR               |
| (31718) 1999 JO58     | 1999 JO58              | 10 mai 1999           | LINEAR               |
| (31719) Davidyue      | 1999 JU58              | 10 mai 1999           | LINEAR               |
| (31720) 1999 JW59     | 1999 JW59              | 10 mai 1999           | LINEAR               |
| (31721) 1999 JB60     | 1999 JB60              | 10 mai 1999           | LINEAR               |
| (31722) 1999 JG61     | 1999 JG61              | 10 mai 1999           | LINEAR               |
| (31723) 1999 JT61     | 1999 JT61              | 10 mai 1999           | LINEAR               |
| (31724) 1999 JJ64     | 1999 JJ64              | 10 mai 1999           | LINEAR               |
| (31725) Anushazaman   | 1999 JS66              | 12 mai 1999           | LINEAR               |
| (31726) 1999 JA67     | 1999 JA67              | 12 mai 1999           | LINEAR               |
| (31727) Amandalewis   | 1999 JU67              | 12 mai 1999           | LINEAR               |
| (31728) Rhondah       | 1999 JZ68              | 12 mai 1999           | LINEAR               |
| (31729) Scharmen      | 1999 JO69              | 12 mai 1999           | LINEAR               |
| (31730) 1999 JV70     | 1999 JV70              | 12 mai 1999           | LINEAR               |
| (31731) Johnwiley     | 1999 JX70              | 12 mai 1999           | LINEAR               |
| (31732) 1999 JB71     | 1999 JB71              | 12 mai 1999           | LINEAR               |
| (31733) 1999 JP71     | 1999 JP71              | 12 mai 1999           | LINEAR               |
| (31734) 1999 JT71     | 1999 JT71              | 12 mai 1999           | LINEAR               |
| (31735) 1999 JJ72     | 1999 JJ72              | 12 mai 1999           | LINEAR               |
| (31736) 1999 JR73     | 1999 JR73              | 12 mai 1999           | LINEAR               |
| (31737) Carriecoombs  | 1999 JT75              | 10 mai 1999           | LINEAR               |
| (31738) 1999 JC77     | 1999 JC77              | 12 mai 1999           | LINEAR               |
| (31739) 1999 JE77     | 1999 JE77              | 12 mai 1999           | LINEAR               |
| (31740) 1999 JW77     | 1999 JW77              | 12 mai 1999           | LINEAR               |
| (31741) 1999 JG78     | 1999 JG78              | 13 mai 1999           | LINEAR               |
| (31742) 1999 JA79     | 1999 JA79              | 13 mai 1999           | LINEAR               |
| (31743) 1999 JK79     | 1999 JK79              | 13 mai 1999           | LINEAR               |
| (31744) Shimshock     | 1999 JN79              | 13 mai 1999           | LINEAR               |
| (31745) 1999 JN82     | 1999 JN82              | 12 mai 1999           | LINEAR               |
| (31746) 1999 JP82     | 1999 JP82              | 12 mai 1999           | LINEAR               |
| (31747) 1999 JD83     | 1999 JD83              | 12 mai 1999           | LINEAR               |
| (31748) 1999 JG83     | 1999 JG83              | 12 mai 1999           | LINEAR               |
| (31749) 1999 JV83     | 1999 JV83              | 12 mai 1999           | LINEAR               |
| (31750) 1999 JQ84     | 1999 JQ84              | 12 mai 1999           | LINEAR               |
| (31751) 1999 JF85     | 1999 JF85              | 14 mai 1999           | LINEAR               |
| (31752) 1999 JN91     | 1999 JN91              | 12 mai 1999           | LINEAR               |
| (31753) 1999 JL94     | 1999 JL94              | 12 mai 1999           | LINEAR               |
| (31754) 1999 JT95     | 1999 JT95              | 12 mai 1999           | LINEAR               |
| (31755) 1999 JA96     | 1999 JA96              | 12 mai 1999           | LINEAR               |
| (31756) 1999 JL98     | 1999 JL98              | 12 mai 1999           | LINEAR               |
| (31757) 1999 JO98     | 1999 JO98              | 12 mai 1999           | LINEAR               |
| (31758) 1999 JQ99     | 1999 JQ99              | 12 mai 1999           | LINEAR               |
| (31759) 1999 JT99     | 1999 JT99              | 12 mai 1999           | LINEAR               |
| (31760) 1999 JG101    | 1999 JG101             | 12 mai 1999           | LINEAR               |
| (31761) 1999 JO103    | 1999 JO103             | 13 mai 1999           | LINEAR               |
| (31762) 1999 JB104    | 1999 JB104             | 14 mai 1999           | LINEAR               |
| (31763) 1999 JW107    | 1999 JW107             | 13 mai 1999           | LINEAR               |
| (31764) 1999 JB108    | 1999 JB108             | 13 mai 1999           | LINEAR               |
| (31765) 1999 JG114    | 1999 JG114             | 13 mai 1999           | LINEAR               |
| (31766) 1999 JD116    | 1999 JD116             | 13 mai 1999           | LINEAR               |
| (31767) Jennimartin   | 1999 JN116             | 13 mai 1999           | LINEAR               |
| (31768) 1999 JA117    | 1999 JA117             | 13 mai 1999           | LINEAR               |
| (31769) 1999 JL117    | 1999 JL117             | 13 mai 1999           | LINEAR               |
| (31770) Melivanhouten | 1999 JK118             | 13 mai 1999           | LINEAR               |
| (31771) Kirstenwright | 1999 JX119             | 13 mai 1999           | LINEAR               |
| (31772) Asztalos      | 1999 JW120             | 13 mai 1999           | LINEAR               |
| (31773) 1999 JL121    | 1999 JL121             | 13 mai 1999           | LINEAR               |
| (31774) Debralas      | 1999 JW121             | 13 mai 1999           | LINEAR               |
| (31775) 1999 JN122    | 1999 JN122             | 13 mai 1999           | LINEAR               |
| (31776) 1999 JE124    | 1999 JE124             | 14 mai 1999           | LINEAR               |
| (31777) Amywinegar    | 1999 JO125             | 10 mai 1999           | LINEAR               |
| (31778) Richardschnur | 1999 JT125             | 12 mai 1999           | LINEAR               |
| (31779) 1999 JO129    | 1999 JO129             | 12 mai 1999           | LINEAR               |
| (31780) 1999 JB136    | 1999 JB136             | 15 mai 1999           | LONEOS               |
| (31781) 1999 KZ2      | 1999 KZ2               | 17 mai 1999           | Spacewatch           |
| (31782) 1999 KM6      | 1999 KM6               | 21 mai 1999           | À. López, R. Pacheco |
| (31783) 1999 KV9      | 1999 KV9               | 18 mai 1999           | LINEAR               |
| (31784) 1999 KB11     | 1999 KB11              | 18 mai 1999           | LINEAR               |
| (31785) 1999 KK13     | 1999 KK13              | 18 mai 1999           | LINEAR               |
| (31786) 1999 KO13     | 1999 KO13              | 18 mai 1999           | LINEAR               |
| (31787) Darcylawson   | 1999 KH14              | 18 mai 1999           | LINEAR               |
| (31788) 1999 KQ14     | 1999 KQ14              | 18 mai 1999           | LINEAR               |
| (31789) 1999 KA15     | 1999 KA15              | 18 mai 1999           | LINEAR               |
| (31790) 1999 LA1      | 1999 LA1               | 7 juin 1999           | LINEAR               |
| (31791) 1999 LT3      | 1999 LT3               | 7 juin 1999           | LINEAR               |
| (31792) 1999 LY4      | 1999 LY4               | 8 juin 1999           | LINEAR               |
| (31793) 1999 LB6      | 1999 LB6               | 11 juin 1999          | LINEAR               |
| (31794) 1999 LL9      | 1999 LL9               | 8 juin 1999           | LINEAR               |
| (31795) 1999 LM14     | 1999 LM14              | 9 juin 1999           | LINEAR               |
| (31796) 1999 LS15     | 1999 LS15              | 12 juin 1999          | LINEAR               |
| (31797) 1999 LN16     | 1999 LN16              | 9 juin 1999           | LINEAR               |
| (31798) 1999 LY16     | 1999 LY16              | 9 juin 1999           | LINEAR               |
| (31799) 1999 LN23     | 1999 LN23              | 9 juin 1999           | LINEAR               |
| (31800) 1999 LT25     | 1999 LT25              | 9 juin 1999           | LINEAR               |

## 31801-31900
| Nom                      | Désignation provisoire | Date de la découverte | Découvreur                  |
| ------------------------ | ---------------------- | --------------------- | --------------------------- |
| (31801) 1999 LY26        | 1999 LY26              | 9 juin 1999           | LINEAR                      |
| (31802) 1999 LP30        | 1999 LP30              | 12 juin 1999          | Spacewatch                  |
| (31803) 1999 LN32        | 1999 LN32              | 6 juin 1999           | CSS                         |
| (31804) 1999 MG          | 1999 MG                | 18 juin 1999          | J. Broughton                |
| (31805) 1999 NN5         | 1999 NN5               | 13 juillet 1999       | LINEAR                      |
| (31806) 1999 NE11        | 1999 NE11              | 13 juillet 1999       | LINEAR                      |
| (31807) Shaunalennon     | 1999 NP17              | 14 juillet 1999       | LINEAR                      |
| (31808) 1999 NR34        | 1999 NR34              | 14 juillet 1999       | LINEAR                      |
| (31809) 1999 NS36        | 1999 NS36              | 14 juillet 1999       | LINEAR                      |
| (31810) 1999 NR38        | 1999 NR38              | 14 juillet 1999       | LINEAR                      |
| (31811) 1999 NA41        | 1999 NA41              | 14 juillet 1999       | LINEAR                      |
| (31812) 1999 NL47        | 1999 NL47              | 13 juillet 1999       | LINEAR                      |
| (31813) 1999 RF41        | 1999 RF41              | 13 septembre 1999     | LINEAR                      |
| (31814) 1999 RW70        | 1999 RW70              | 7 septembre 1999      | LINEAR                      |
| (31815) 1999 RY111       | 1999 RY111             | 9 septembre 1999      | LINEAR                      |
| (31816) 1999 RZ117       | 1999 RZ117             | 9 septembre 1999      | LINEAR                      |
| (31817) 1999 RK134       | 1999 RK134             | 9 septembre 1999      | LINEAR                      |
| (31818) 1999 RM135       | 1999 RM135             | 9 septembre 1999      | LINEAR                      |
| (31819) 1999 RS150       | 1999 RS150             | 9 septembre 1999      | LINEAR                      |
| (31820) 1999 RT186       | 1999 RT186             | 9 septembre 1999      | LINEAR                      |
| (31821) 1999 RK225       | 1999 RK225             | 3 septembre 1999      | Spacewatch                  |
| (31822) 1999 SY4         | 1999 SY4               | 29 septembre 1999     | LINEAR                      |
| (31823) Viète            | 1999 TN3               | 4 octobre 1999        | P. G. Comba                 |
| (31824) Élatos           | 1999 UG5               | 29 octobre 1999       | CSS                         |
| (31825) 1999 UL13        | 1999 UL13              | 29 octobre 1999       | CSS                         |
| (31826) 1999 VM2         | 1999 VM2               | 5 novembre 1999       | T. Kobayashi                |
| (31827) 1999 VJ13        | 1999 VJ13              | 1er novembre 1999     | LINEAR                      |
| (31828) Martincordiner   | 1999 VU199             | 4 novembre 1999       | LONEOS                      |
| (31829) 1999 XT12        | 1999 XT12              | 5 décembre 1999       | LINEAR                      |
| (31830) 1999 XT59        | 1999 XT59              | 7 décembre 1999       | LINEAR                      |
| (31831) 1999 YL          | 1999 YL                | 16 décembre 1999      | LINEAR                      |
| (31832) 2000 AP59        | 2000 AP59              | 4 janvier 2000        | LINEAR                      |
| (31833) 2000 AW123       | 2000 AW123             | 5 janvier 2000        | LINEAR                      |
| (31834) 2000 AL142       | 2000 AL142             | 5 janvier 2000        | LINEAR                      |
| (31835) 2000 BK16        | 2000 BK16              | 30 janvier 2000       | LINEAR                      |
| (31836) Poshedly         | 2000 BU34              | 30 janvier 2000       | CSS                         |
| (31837) 2000 CB35        | 2000 CB35              | 2 février 2000        | LINEAR                      |
| (31838) Angelarob        | 2000 CV48              | 2 février 2000        | LINEAR                      |
| (31839) Depinto          | 2000 CW50              | 2 février 2000        | LINEAR                      |
| (31840) Normnegus        | 2000 CG51              | 2 février 2000        | LINEAR                      |
| (31841) 2000 CQ70        | 2000 CQ70              | 7 février 2000        | LINEAR                      |
| (31842) 2000 CF77        | 2000 CF77              | 10 février 2000       | K. Korlević                 |
| (31843) 2000 CQ80        | 2000 CQ80              | 8 février 2000        | LINEAR                      |
| (31844) Mattwill         | 2000 DQ15              | 26 février 2000       | CSS                         |
| (31845) 2000 DK17        | 2000 DK17              | 29 février 2000       | LINEAR                      |
| (31846) Elainegillum     | 2000 DQ47              | 29 février 2000       | LINEAR                      |
| (31847) 2000 DQ96        | 2000 DQ96              | 29 février 2000       | LINEAR                      |
| (31848) Mikemattei       | 2000 EM21              | 3 mars 2000           | CSS                         |
| (31849) 2000 EZ21        | 2000 EZ21              | 5 mars 2000           | LINEAR                      |
| (31850) 2000 EB22        | 2000 EB22              | 5 mars 2000           | LINEAR                      |
| (31851) 2000 EK40        | 2000 EK40              | 8 mars 2000           | LINEAR                      |
| (31852) 2000 EO43        | 2000 EO43              | 8 mars 2000           | LINEAR                      |
| (31853) Rahulmital       | 2000 EW47              | 9 mars 2000           | LINEAR                      |
| (31854) Darshanashah     | 2000 EB48              | 9 mars 2000           | LINEAR                      |
| (31855) 2000 EA50        | 2000 EA50              | 6 mars 2000           | K. Korlević                 |
| (31856) 2000 EP54        | 2000 EP54              | 10 mars 2000          | Spacewatch                  |
| (31857) 2000 EG58        | 2000 EG58              | 8 mars 2000           | LINEAR                      |
| (31858) Raykanipe        | 2000 EL59              | 9 mars 2000           | LINEAR                      |
| (31859) Zemaitis         | 2000 EB66              | 10 mars 2000          | LINEAR                      |
| (31860) 2000 ES68        | 2000 ES68              | 10 mars 2000          | LINEAR                      |
| (31861) Darleshimizu     | 2000 EX68              | 10 mars 2000          | LINEAR                      |
| (31862) Garfinkle        | 2000 EY70              | 11 mars 2000          | CSS                         |
| (31863) Hazelcoffman     | 2000 EE84              | 5 mars 2000           | LINEAR                      |
| (31864) 2000 EC86        | 2000 EC86              | 8 mars 2000           | LINEAR                      |
| (31865) 2000 ED86        | 2000 ED86              | 8 mars 2000           | LINEAR                      |
| (31866) 2000 EA94        | 2000 EA94              | 9 mars 2000           | LINEAR                      |
| (31867) 2000 EG94        | 2000 EG94              | 9 mars 2000           | LINEAR                      |
| (31868) 2000 EO97        | 2000 EO97              | 10 mars 2000          | LINEAR                      |
| (31869) 2000 EF101       | 2000 EF101             | 8 mars 2000           | Spacewatch                  |
| (31870) 2000 EG101       | 2000 EG101             | 8 mars 2000           | Spacewatch                  |
| (31871) 2000 EA105       | 2000 EA105             | 11 mars 2000          | LONEOS                      |
| (31872) Terkán           | 2000 EL106             | 13 mars 2000          | K. Sárneczky, G. Szabó      |
| (31873) Toliou           | 2000 EA130             | 11 mars 2000          | LONEOS                      |
| (31874) Kosiarek         | 2000 EF135             | 11 mars 2000          | LONEOS                      |
| (31875) Saksena          | 2000 EG136             | 11 mars 2000          | LINEAR                      |
| (31876) Jenkens          | 2000 EA142             | 2 mars 2000           | CSS                         |
| (31877) Davideverett     | 2000 EX144             | 3 mars 2000           | CSS                         |
| (31878) 2000 FR7         | 2000 FR7               | 29 mars 2000          | Uppsala-DLR Asteroid Survey |
| (31879) 2000 FL12        | 2000 FL12              | 28 mars 2000          | LINEAR                      |
| (31880) 2000 FW12        | 2000 FW12              | 29 mars 2000          | LINEAR                      |
| (31881) 2000 FL15        | 2000 FL15              | 30 mars 2000          | LINEAR                      |
| (31882) 2000 FD20        | 2000 FD20              | 29 mars 2000          | LINEAR                      |
| (31883) Susanstern       | 2000 FD22              | 29 mars 2000          | LINEAR                      |
| (31884) Evangelista      | 2000 FK27              | 27 mars 2000          | LONEOS                      |
| (31885) Greggweger       | 2000 FJ32              | 29 mars 2000          | LINEAR                      |
| (31886) Verlisak         | 2000 FN32              | 29 mars 2000          | LINEAR                      |
| (31887) 2000 FM33        | 2000 FM33              | 29 mars 2000          | LINEAR                      |
| (31888) Polizzi          | 2000 FM35              | 29 mars 2000          | LINEAR                      |
| (31889) 2000 FW35        | 2000 FW35              | 29 mars 2000          | LINEAR                      |
| (31890) 2000 FG37        | 2000 FG37              | 29 mars 2000          | LINEAR                      |
| (31891) 2000 FR42        | 2000 FR42              | 28 mars 2000          | LINEAR                      |
| (31892) 2000 FC43        | 2000 FC43              | 28 mars 2000          | LINEAR                      |
| (31893) Rodriguezalvarez | 2000 FB44              | 29 mars 2000          | LINEAR                      |
| (31894) 2000 FD44        | 2000 FD44              | 29 mars 2000          | LINEAR                      |
| (31895) 2000 FX44        | 2000 FX44              | 29 mars 2000          | LINEAR                      |
| (31896) Gaydarov         | 2000 FZ48              | 30 mars 2000          | LINEAR                      |
| (31897) Brooksdasilva    | 2000 FT49              | 30 mars 2000          | LINEAR                      |
| (31898) 2000 GC1         | 2000 GC1               | 2 avril 2000          | LINEAR                      |
| (31899) Adityamohan      | 2000 GG7               | 4 avril 2000          | LINEAR                      |
| (31900) 2000 GX15        | 2000 GX15              | 5 avril 2000          | LINEAR                      |

## 31901-32000
| Nom                   | Désignation provisoire | Date de la découverte | Découvreur  |
| --------------------- | ---------------------- | --------------------- | ----------- |
| (31901) Amitscheer    | 2000 GU18              | 12 avril 2000         | LINEAR      |
| (31902) Raymondwang   | 2000 GN19              | 5 avril 2000          | LINEAR      |
| (31903) Euniceyou     | 2000 GK26              | 5 avril 2000          | LINEAR      |
| (31904) Haoruochen    | 2000 GX34              | 5 avril 2000          | LINEAR      |
| (31905) Likinpong     | 2000 GM40              | 5 avril 2000          | LINEAR      |
| (31906) 2000 GF44     | 2000 GF44              | 5 avril 2000          | LINEAR      |
| (31907) Wongsumming   | 2000 GR44              | 5 avril 2000          | LINEAR      |
| (31908) 2000 GP46     | 2000 GP46              | 5 avril 2000          | LINEAR      |
| (31909) Chenweitung   | 2000 GP52              | 5 avril 2000          | LINEAR      |
| (31910) Moustafa      | 2000 GJ53              | 5 avril 2000          | LINEAR      |
| (31911) Luciafauth    | 2000 GE54              | 5 avril 2000          | LINEAR      |
| (31912) Lukasgrafner  | 2000 GM54              | 5 avril 2000          | LINEAR      |
| (31913) 2000 GM56     | 2000 GM56              | 5 avril 2000          | LINEAR      |
| (31914) 2000 GL65     | 2000 GL65              | 5 avril 2000          | LINEAR      |
| (31915) 2000 GA66     | 2000 GA66              | 5 avril 2000          | LINEAR      |
| (31916) Arnehensel    | 2000 GC67              | 5 avril 2000          | LINEAR      |
| (31917) Lukashohne    | 2000 GH67              | 5 avril 2000          | LINEAR      |
| (31918) Onkargujral   | 2000 GW67              | 5 avril 2000          | LINEAR      |
| (31919) Carragher     | 2000 GC69              | 5 avril 2000          | LINEAR      |
| (31920) Annamcevoy    | 2000 GX69              | 5 avril 2000          | LINEAR      |
| (31921) 2000 GD71     | 2000 GD71              | 5 avril 2000          | LINEAR      |
| (31922) Alsharif      | 2000 GD72              | 5 avril 2000          | LINEAR      |
| (31923) 2000 GN73     | 2000 GN73              | 5 avril 2000          | LINEAR      |
| (31924) 2000 GD74     | 2000 GD74              | 5 avril 2000          | LINEAR      |
| (31925) Krutovskiy    | 2000 GW75              | 5 avril 2000          | LINEAR      |
| (31926) Alhamood      | 2000 GW76              | 5 avril 2000          | LINEAR      |
| (31927) 2000 GT78     | 2000 GT78              | 5 avril 2000          | LINEAR      |
| (31928) Limzhengtheng | 2000 GU78              | 5 avril 2000          | LINEAR      |
| (31929) 2000 GF79     | 2000 GF79              | 5 avril 2000          | LINEAR      |
| (31930) 2000 GJ81     | 2000 GJ81              | 6 avril 2000          | LINEAR      |
| (31931) Sipiera       | 2000 GW82              | 10 avril 2000         | P. G. Comba |
| (31932) 2000 GK85     | 2000 GK85              | 3 avril 2000          | LINEAR      |
| (31933) Tanyizhao     | 2000 GY85              | 4 avril 2000          | LINEAR      |
| (31934) Benjamintan   | 2000 GE88              | 4 avril 2000          | LINEAR      |
| (31935) Midgley       | 2000 GY88              | 4 avril 2000          | LINEAR      |
| (31936) Bernardsmit   | 2000 GP95              | 6 avril 2000          | LINEAR      |
| (31937) Kangsunwoo    | 2000 GZ98              | 7 avril 2000          | LINEAR      |
| (31938) Nattapong     | 2000 GL99              | 7 avril 2000          | LINEAR      |
| (31939) Thananon      | 2000 GC101             | 7 avril 2000          | LINEAR      |
| (31940) Sutthiluk     | 2000 GQ104             | 7 avril 2000          | LINEAR      |
| (31941) 2000 GQ105    | 2000 GQ105             | 13 avril 2000         | LINEAR      |
| (31942) 2000 GA106    | 2000 GA106             | 7 avril 2000          | LINEAR      |
| (31943) Tahsinelmas   | 2000 GJ106             | 7 avril 2000          | LINEAR      |
| (31944) Seyitherdem   | 2000 GP107             | 7 avril 2000          | LINEAR      |
| (31945) 2000 GQ108    | 2000 GQ108             | 7 avril 2000          | LINEAR      |
| (31946) Sahilabbi     | 2000 GM109             | 7 avril 2000          | LINEAR      |
| (31947) 2000 GO109    | 2000 GO109             | 7 avril 2000          | LINEAR      |
| (31948) Marciarieke   | 2000 GH110             | 2 avril 2000          | LONEOS      |
| (31949) 2000 GR120    | 2000 GR120             | 5 avril 2000          | Spacewatch  |
| (31950) 2000 GC122    | 2000 GC122             | 6 avril 2000          | Spacewatch  |
| (31951) Alexisallen   | 2000 GL123             | 7 avril 2000          | LINEAR      |
| (31952) Bialtdecelie  | 2000 GS123             | 7 avril 2000          | LINEAR      |
| (31953) Bontha        | 2000 GZ125             | 7 avril 2000          | LINEAR      |
| (31954) Georgiebotev  | 2000 GJ126             | 7 avril 2000          | LINEAR      |
| (31955) 2000 GU126    | 2000 GU126             | 7 avril 2000          | LINEAR      |
| (31956) Wald          | 2000 GA133             | 13 avril 2000         | P. G. Comba |
| (31957) Braunstein    | 2000 GP133             | 7 avril 2000          | LINEAR      |
| (31958) 2000 GN135    | 2000 GN135             | 8 avril 2000          | LINEAR      |
| (31959) Keianacave    | 2000 GD136             | 12 avril 2000         | LINEAR      |
| (31960) Fabioferrari  | 2000 GC142             | 7 avril 2000          | LONEOS      |
| (31961) Andreaferrero | 2000 GJ142             | 7 avril 2000          | LONEOS      |
| (31962) Rayharvey     | 2000 GE153             | 6 avril 2000          | LONEOS      |
| (31963) Tanjamichalik | 2000 GE154             | 6 avril 2000          | LONEOS      |
| (31964) 2000 GG161    | 2000 GG161             | 7 avril 2000          | LINEAR      |
| (31965) 2000 GQ161    | 2000 GQ161             | 7 avril 2000          | LINEAR      |
| (31966) 2000 HR1      | 2000 HR1               | 25 avril 2000         | Spacewatch  |
| (31967) 2000 HW4      | 2000 HW4               | 27 avril 2000         | LINEAR      |
| (31968) 2000 HH5      | 2000 HH5               | 28 avril 2000         | LINEAR      |
| (31969) Yihuachen     | 2000 HL7               | 27 avril 2000         | LINEAR      |
| (31970) 2000 HD9      | 2000 HD9               | 27 avril 2000         | LINEAR      |
| (31971) Beatricechoi  | 2000 HP9               | 27 avril 2000         | LINEAR      |
| (31972) Carlycrump    | 2000 HX9               | 27 avril 2000         | LINEAR      |
| (31973) Ashwindatta   | 2000 HO10              | 27 avril 2000         | LINEAR      |
| (31974) 2000 HG12     | 2000 HG12              | 28 avril 2000         | LINEAR      |
| (31975) Johndean      | 2000 HA13              | 28 avril 2000         | LINEAR      |
| (31976) Niyatidesai   | 2000 HH13              | 28 avril 2000         | LINEAR      |
| (31977) Devalapurkar  | 2000 HZ13              | 28 avril 2000         | LINEAR      |
| (31978) Jeremyphilip  | 2000 HA14              | 28 avril 2000         | LINEAR      |
| (31979) 2000 HH14     | 2000 HH14              | 28 avril 2000         | LINEAR      |
| (31980) Axelfeldmann  | 2000 HJ14              | 28 avril 2000         | LINEAR      |
| (31981) 2000 HH15     | 2000 HH15              | 27 avril 2000         | LINEAR      |
| (31982) Johnwallis    | 2000 HS20              | 30 avril 2000         | P. G. Comba |
| (31983) 2000 HS21     | 2000 HS21              | 28 avril 2000         | LINEAR      |
| (31984) Unger         | 2000 HR23              | 25 avril 2000         | Starkenburg |
| (31985) Andrewryan    | 2000 HV23              | 24 avril 2000         | LONEOS      |
| (31986) 2000 HZ27     | 2000 HZ27              | 28 avril 2000         | LINEAR      |
| (31987) 2000 HN28     | 2000 HN28              | 29 avril 2000         | LINEAR      |
| (31988) Jasonfiacco   | 2000 HT29              | 28 avril 2000         | LINEAR      |
| (31989) 2000 HX33     | 2000 HX33              | 24 avril 2000         | LONEOS      |
| (31990) 2000 HX34     | 2000 HX34              | 26 avril 2000         | K. Korlević |
| (31991) Royghosh      | 2000 HK35              | 27 avril 2000         | LINEAR      |
| (31992) 2000 HX35     | 2000 HX35              | 28 avril 2000         | LINEAR      |
| (31993) 2000 HL37     | 2000 HL37              | 28 avril 2000         | LINEAR      |
| (31994) 2000 HR40     | 2000 HR40              | 28 avril 2000         | LINEAR      |
| (31995) 2000 HX40     | 2000 HX40              | 29 avril 2000         | LINEAR      |
| (31996) Goecknerwald  | 2000 HO42              | 29 avril 2000         | LINEAR      |
| (31997) 2000 HR43     | 2000 HR43              | 29 avril 2000         | Spacewatch  |
| (31998) 2000 HN44     | 2000 HN44              | 26 avril 2000         | LONEOS      |
| (31999) 2000 HF47     | 2000 HF47              | 29 avril 2000         | LINEAR      |
| (32000) 2000 HA51     | 2000 HA51              | 29 avril 2000         | LINEAR      |